# مراسلات الحسين – مكماهون

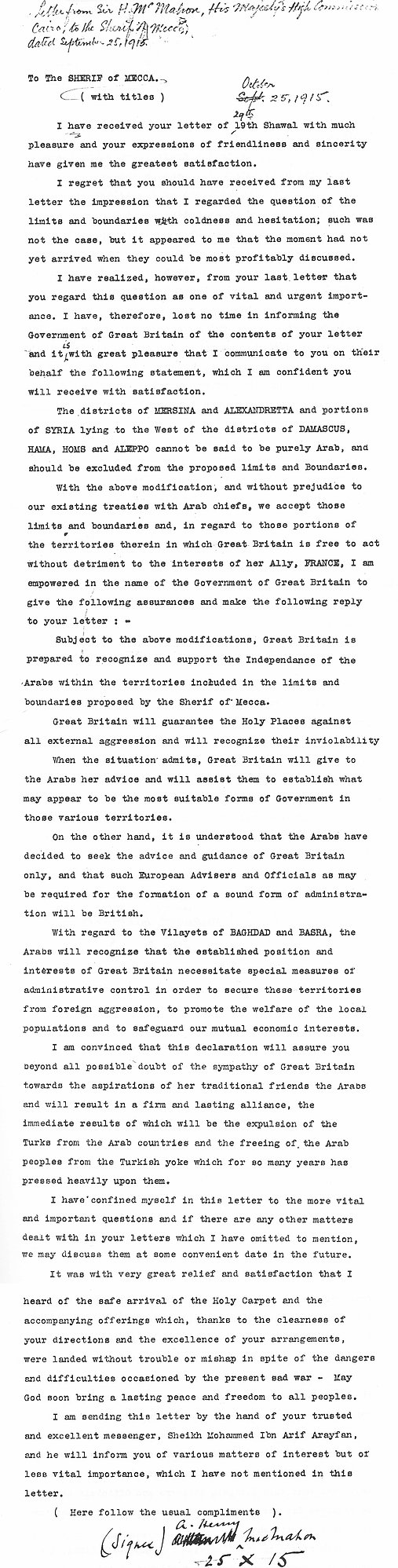
رسالة ماكماهون الموجهة للشريف الحسين بن علي بتاريخ 24 تشرين الأول/أكتوبر 1915. وصف جورج أنطونيوس -الذي كان أول من نشر المراسلاتِ كاملةً- الرسالةَ بأنها "أهم خطابٍ بفارقٍ كبيرٍ عن كامل المراسلات، ولربما يُشار له كأهم وثيقةٍ دوليةٍ في تاريخ الحركة القومية العربية... ومايزال يعد جزء الإثبات الرئيس الذي -استناداً إليه- يتهم العربُ بريطانيا بخرق معاهدتها معهم".

مراسلات الحسين - ماكماهون (الإنجليزية: The McMahon–Hussein Correspondence) سلسلة من الخطابات المتبادلة أثناء الحرب العالمية الأولى وافقت فيها الحكومة البريطانية على الاعتراف باستقلال العرب بعد الحرب في القسم الآسيوي من الوطن العربي -عدا عدن؛ المحميةِ البريطانيةِ وقتذاكَ- في مقابل إشعال الحسين بن علي شريف مكة الثورة العربية بهدف الاستقلال عن الدولة العثمانية.

كان لهذه المراسلات تأثير كبير على تاريخ الشرق الأوسط ما بعد الحرب، كما استمر الجدال فيما بعدُ حول كثيرٍ من النقاطِ كانت فلسطين من أهمها.

تكونتِ المراسلاتُ من عشرة خطاباتٍ متبادَلةٍ في الفترة ما بين 14 تموز/يوليو 1915 إلى 10 آذار/مارس 1916، بين الحسين بن علي شريف مكة والسير هنري ماكماهون المعتمَدِ البريطانيِّ في مصر في الفترة (15-1917). كان السبب الرئيس لاتصال الإنجليز مع الشريف هو مواجهة إعلان السلطان العثماني الجهادَ ضد الحلفاءِ، وضمان الحفاظ على ولاء سبعين مليون مسلمٍ في الهند البريطانية، ومنهم بالأخص أولئك الذين جُنِّدوا في الجيش الهندي وجرى نشر قطعاتهم على مسارح الحرب الرئيسة.
كانتْ منطقة الاستقلالِ العربيةِ تقع ضمن الحدودِ التي بيّنها الشريف الحسين على الرغم من طلب الإنجليز استثناءَ بعض «أجزاءٍ من سوريا» تقع غرب مناطق المدن السورية دمشق وحمص وحماة وحلب مراعاةً لاهتمامات فرنسا بشأنها بوصفها حليفاً رئيساً في الحرب، لكن الشريف أصر عليها. تسببتِ التفسيراتُ المتضاربة لتعبير «أجزاء من سوريا» وغرب المدن المذكورة في خطاب ماكماهون في جدلٍ واسعٍ في السنوات اللاحقة، وأدت إلى نزاعٍ كبيرٍ لايزال حتى اليوم، خاصةً حول مساحة المنطقة الساحلية التي طلب الإنجليز استثناءَها،
واعتبر ماثيو أنها «تبقى المسألةَ المثيرة للجدل في الأدبيات التاريخية -لا سيما في التحليلات المتناقضة لإيلي قدوري من ناحية تبرئة بريطانيا، وجورج أنطونيوس وأ. ل. طيباوي من ناحية إدانتها- على الرغم من أن الأدلة على سوء النية البريطانية تبدو واضحةً بما فيه الكفاية»،
وكما عبّر يوجين روغان:

«الرسائل المتبادلة بين السير ماكماهون والشريف حسين هي من بين الموروثاتِ الأكثرِ إثارةً للجدلِ في العلاقات العربية [البريطانية] خلال القرن العشرين». أثرت المراسلات سلباً على العلاقات الدبلوماسية البريطانية-العربية لعقودٍ عدةٍ.
بعد كشْفِ النقاب عن اتفاقية سايكس بيكو المعقودة في أيار/مايو 1916 والتي اتفقت فيها كلٌّ من بريطانيا وفرنسا على تقاسم الأراضي العربية العثمانية في غرب آسيا، ومن قبل ذلك إعلان تصريح بلفور (الإنجليزية: Balfour Declaration) في 2 تشرين الثاني/نوفمبر 1917 -والذي أعلن تعاطفَ بريطانيا ودعمَها لإقامة وطنٍ لليهود في فلسطين وإنشاء دولةٍ لهم فيها- اعتبر الشريف الحسين والمثقفون العرب كلا الاتفاقية والتعهد خرقاً لما جرى الاتفاق عليه في مراسلات الحسين – ماكماهون.
أحدُ النزاعاتِ على التأويل -والمستمرة إلى اليوم- هو حجم ما طلب الإنجليز استثناءَه من الاتفاق من المنطقة الساحلية لبلاد الشام، علماً أن جوابَ الشريف الحسين القاطعَ على ذلك كان الإصرارَ على عروبتها وعدمَ استثنائها مهما كلف الأمر (انظر الجدول في الأسفل؛ الخطابين 7 و8). بناءً عليه رفض الحسين التصديقَ على معاهدة فرساي لعام 1919، وكذلك الاستجابةَ لاقتراحٍ بريطانيٍّ عام 1921 بتوقيع معاهدةٍ أنجلو - هاشميةٍ وقبول نظام الانتداب، وصرح بأنه لا يُتوقَّعُ منه «وضعُ اسمه على وثيقةٍ تُسلم فلسطين إلى الصهيونيين، وسوريا "للأجانب"». وبعدما فشلت محاولتان بريطانيتان أخريتان للتوصل إلى معاهدةٍ ثنائيةٍ عامي 23-1924، ومع تعليق المفاوضات في آذار/مارس عام 1924؛ وفي غضون ستة أشهرٍ بعدها سحب البريطانيون دعمهم للشريف الحسين لصالح حليفهم عبد العزيز آل سعود الذي شرع في غزو المملكة الحجازية الهاشمية.
نُشرت مقتطفاتٌ غير رسميةٍ من المراسلات في كانون الثاني/يناير 1923 بواسطة جوزيف ن. م. جيفريز في صحيفة ديلي ميل البريطانية،
ونشرت أجزاءٌ من عدة خطاباتٍ في الصحافة العربية، كما نُشرت المقتطفات مرةً أخرى عام 1937 من قبل لجنة بيل،
ثم نشَرَها كاملةً لأول مرةٍ جورج أنطونيوس في كتابه «يقظة العرب» (الإنجليزية: The Arab Awakening) في العام 1938 بمناسبة الإعلان عن الدعوة لمفاوضاتٍ بشأن فلسطين في «مؤتمر الطاولة المستديرة» في لندن، ونشرها الإنجليز رسمياً عام 1939 تحت عنوان command paper أو Cmd 5957 اختصاراً. رُفعتِ السرية عن المزيد من الوثائق في العام 1964.

## الخلفية

### المفاوضات الأولية

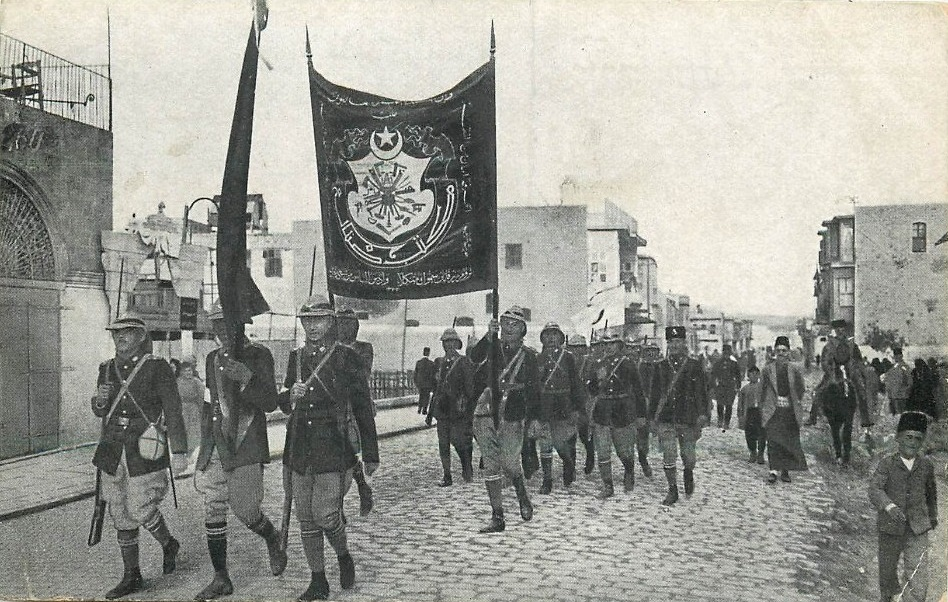
أفراد من جهاز الدفاع من الشباب العثماني يخطرون بالمشية العسكرية في حلب شمال بلاد الشام (17 آب/أغسطس 1914، السادسة والنصف مساءً).
جزء من سلسلة بطاقات بريدية عسكرية ألمانية صدرت خلال الحرب العالمية الأولى.

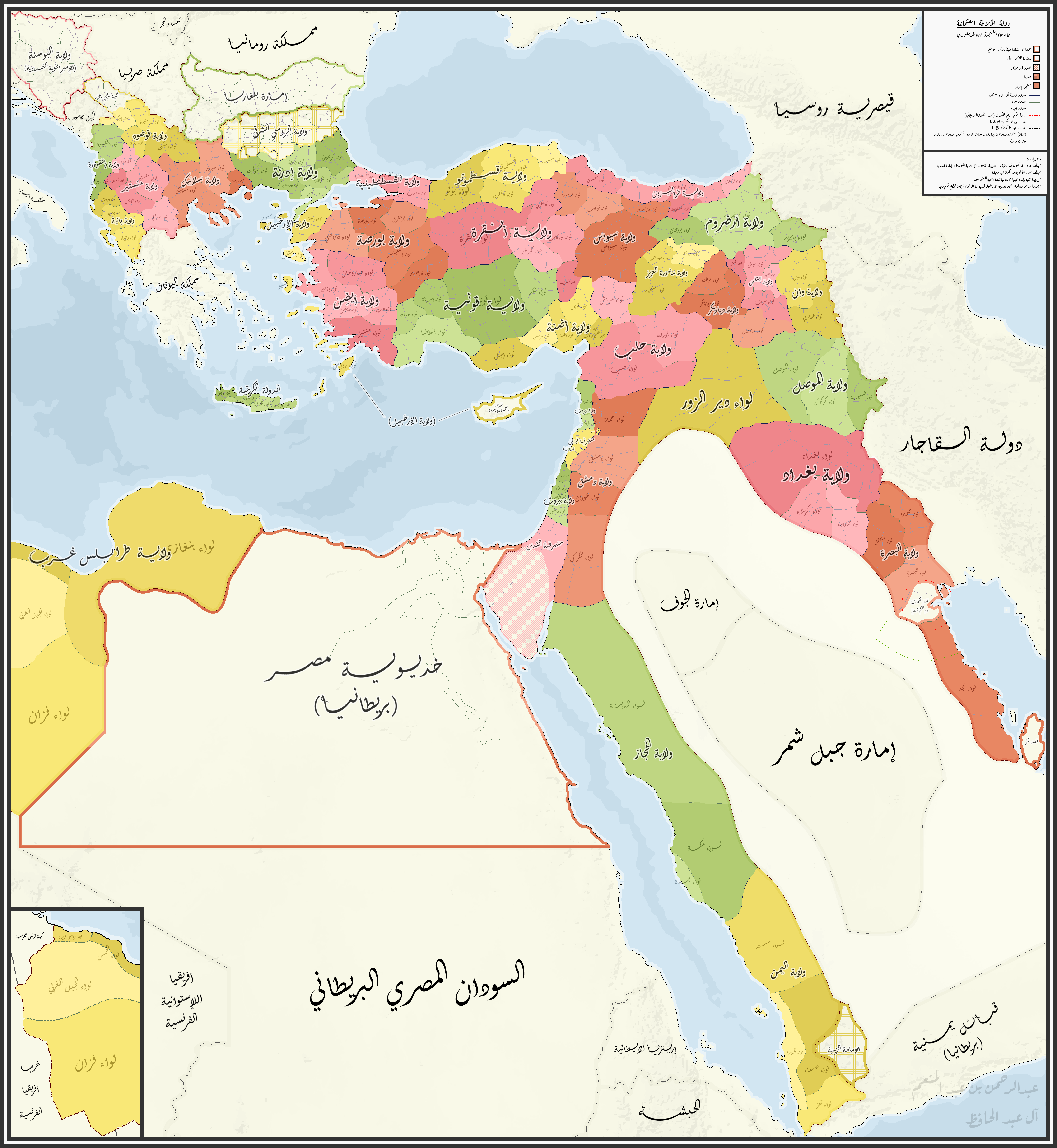
خريطة الإمبراطورية العثمانية (1908) أواخرَ عهد عبد الحميد الثاني.

تعود أولى مفاوضاتٍ مسجلةٍ بين البريطانيين والحسين بن علي شريف مكة (الأستانة 1853 - عمان 4 /6 /1931) إلى شباط/فبراير 1914 قبل أشهرٍ خمسٍ من اندلاع الحرب العالمية الأولى إثر زيارة عبد الله بن الحسين ثاني أبناء الحسين
للقاهرة، واجتماعه باللورد كتشنر المعتمَد البريطاني في مصر (11-1914) وطلب فيها تزويده بخمسة مدافعَ، لم يكنِ الشريف الحسين مرتاحاً للوالي العثماني وهيب باشا المعين حديثاً في الحجاز من قبل الاتحاديين، فضلاً عن توجسه خيفةً من فكرة مدّ الخط الحديدي الحجازي -الذي دُشّن عام 1908 بين دمشق والمدينة المنورة- ليصل إلى مكةَ المكرمةَ، والذي هدد بتدعيم سلطة الاتحاديين المركزية المتنامية على حساب السلطة الشريفية. حسب رونالد ستورس -السكرتير الشرقي للبعثة البريطانية في القاهرة- في مذكراته فإن بريطانيا اعتذرت عن منح السلاح وقتئذٍ لأن الدولة العثمانية بلد صديق. أتى اندلاع الحرب ليقلبَ الموازين، وبات واضحاً أن الاتحاديين سرعان ما سيدخلونها إلى جانب الألمان. أرسل كتشنر -الذي استُدعيَ من القاهرة بُعَيْد إعلان الحرب ليغدوَ وزيرَ الحربية (سكرتير شؤون الحرب)- برقيةً إلى الشريف الحسين في الأول من تشرين الثاني/نوفمبر 1914 -بعد يومين من دخول الدولة العثمانية الحربَ- تتعهد فيها بريطانيا بضمان استقلالِ السلطةِ الشريفيةِ وحريتِّها وحقوقِها ضد الاعتداءاتِ الخارجيةِ -خاصةً العثمانيين- مقابل تأمين الدعم لها من عرب الحجاز.
عبّر الحسين عن عدمِ استطاعته قطع العلاقات مع العثمانيين فوراً في حين أراد كتشنر -الذي كان يرى في الشريف نفوذاً روحياً أكثر منه قوةً ماديةً مؤثرةً- ضمانَ عدمِ استخدامِ الشريفِ نفوذَه ضد بريطانيا تحسباً للمواجهة المرتقبة مع الدولة العثمانية على مسرح الشرق الأدنى.

أدى دخول الدولة العثمانية الحربَ إلى جانب الألمان في الخامس من تشرين الثاني/نوفمبر 1914 إلى تسارع التحولات. يُرجعُ المؤرخ ديفيد تشارلوود السببَ في زيادة رغبة الإنجليز في التفاوض مع العرب لفتح جبهةٍ جديدةٍ إلى فشل حملة جاليبولي الذريع (15-1916)،
وأعطى المؤرخ ليشاوت المزيد حول الخلفية في تعليل سبب هذا التحول في تفكير البريطانيين. كانتِ الحملةُ البريطانيةُ على العراقِ -غيرُ الحاسمةِ حتى ذلك الوقت- أحدَ العواملِ أيضاً، إذ ذكرها ماكماهون في رسالةٍ له بعد حوالي عامٍ من انقضاء المراسلات -عندما بدا مصير الثورة العربية متأرجحاً وربما أقربَ إلى إخفاقٍ منه إلى نجاحٍ- متنصّلاً من مسؤوليته معيداً الأمرَ إلى ضغط رجالِ كتشنر:

«كان أتعسُ يومٍ في حباتي عندما أنيطت بي مسؤولية الإشراف على الحركة العربية، وأرى لابد من بضع كلماتٍ لأبيّن أن لا علاقةَ لي بذلك. إنه عمل عسكري محض. بداية الأمر كانت طلباً عاجلاً من سير إيان هاملتون أرسله من جاليبولي، وقد توسلت وزارة الخارجية إليَّ أن أتخذ إجراءً فورياً لسحب العرب من الحرب. في ذلك الحين كان جزء كبير من القوات في جاليبولي وكامل القوة التي في بلاد الرافدين تقريباً مؤلفةً من العرب».

### بروتوكول دمشق
في 23 أيار/مايو 1915 قُدِّمَت للأمير فيصل (1883-1933) -ثالث أبناء الحسين- الوثيقةُ التي عُرفت فيما بعد باسم بروتوكول دمشق. تسلم فيصل الوثيقةَ عندما زار دمشقَ لاستكمال المحادثاتِ السريةِ مع الجمعيات العربية السرية كالجمعية العربية الفتاة وجمعية العهد التي انتقل معظمها إلى دمشق وبعضها إلى بيروت إثر إعلان الحرب، والتي كان قابل أعضاءَها سراً من قبلُ في آذار/مارس ونيسان/أبريل في رحلته السابقة إلى اسطنبول ليعرض على الصدر الأعظم ما لديه من أدلةٍ وقرائنَ على مخطط الاتحاديين للإطاحة بوالده. أوضحتِ الوثيقة أن العرب سيقومون بثورةٍ في تحالفٍ مع بريطانيا، فيما ستعترف بريطانيا -بالمقابل- باستقلال العرب في المنطقة بدءاً من خط عرض 37 شمالاً قرب جبال طوروس في جنوبِ الأناضولِ وحتى بحر العرب جنوباً وما بين فارس والخليج العربي شرقاً، والبحر الأبيض المتوسط وسيناء والبحر الأحمر غرباً.

## الخطابات (من 14 تموز/يوليو 1915 إلى 10 آذار/مارس 1916)
بعد المشاورات في الطائف بين الشريف الحسين وأبنائه في حزيران/يونيو 1915 حيث أوصى فيصل (1883-1933) بالحذر، بينما جادل علي -الابن الأكبر- (1880-1935) ضد الثورة، في حين دعا عبد الله -الابن الثاني- (1881-1951) إلى العمل وشجع والده على الدخول في مفاوضاتٍ مع بريطانيا. كان المشرف على ترجمة الخطابات وتحريرها وعرض فحواها وكتابة التقارير بشأنها سواءً لماكماهون أو للخارجية البريطانية هو رونالد ستورس (السكرتير الشرقي في السفارة البريطانية في القاهرة) بصفته مكلفاً بالعلاقات مع السلطة الشريفية آنئذٍ.

فيما بين 14 تموز/يوليو 1915 إلى 10 آذار/مارس 1916 جرى تبادل عشرِ رسائلَ؛ خمسٍ من كل جانبٍ ما بين السير هنري ماكماهون والشريف الحسين. كان ماكماهون (المندوب السامي في مصر للفترة من 9 /1/ 1915 إلى 1 /1/ 1917) طيلة فترة ثمانية الأشهر هذه على تواصلٍ مع سكرتير شؤون العلاقات الخارجية (وزير الشؤون الخارجية) السير إدوارد جراي كان على السير جراي بصفته ممثلاً عن الحكومة البريطانية أن يأذن بالمراسلات، وفي النهاية أصبح هو المسؤول عن المفاوضات.
يستشهد المؤرخون بأحد المقتطفات من خطابٍ خاصٍّ أرسله ماكماهون إلى اللورد «تشارلز هاردينج (الإنجليزية: Hardinge)» نائب الملك في الهند (الحاكم البريطاني العام) بتاريخ 4 كانون الأول/ديسمبر 1915 حوالي منتصف فترة المراسلات دليلاً على ازدواجية البريطانيين:

«كان عليَّ بالضرورة أن أتعمّد الإبهام، فحكومة جلالته -من جهةٍ- تكره أن تلتزمَ بعملٍ محددٍ في المستقبل، ومن جهةٍ أخرى سيكون من شأن أي تحديدٍ مفصّلٍ لمطالبنا أن يٌفزع العرب.

[أنا لاآخذ] فكرة قيام دولةٍ عربيةٍ مستقلةٍ قويةٍ في المستقبل على محمل الجد. ظروف شبه الجزيرة العربية لا تسمح ولن تسمح -لفترةٍ طويلةٍ للغاية- للعرب بشيءٍ كهذا. لا يمكنني التخيل للحظةٍ واحدةٍ أن المفاوضاتِ الحاليةَ ستذهب بعيداً في تكوين الشكل المستقبلي لشبه الجزيرة العربية، أو حتى أن تثبت حقوقنا أو تقيّد أيدينا في هذه الدولة. الوضع وعناصره أكثر ضبابيّةً من ذلك بكثيرٍ. ما يمكننا فعله حالياً هو أن نحاول اجتذاب العرب نحو الطريق الصحيح، وفصلهم عن العدو، وجلبهم إلى جانبنا. إنها من ناحيتنا -بشكلٍ كبيرٍ- في الوقت الحاضر مسألة كلماتٍ، ولكي نُفلحَ يجب علينا أن نستخدمَ عباراتٍ مُقْنعةً، وأن نمتنع عن المساومةِ الأكاديميّةِ حول الشروط سواءً عن بغداد أو غيرها. [باعتبار الإنجليز أبدَوا تحفظاتٍ حول مصالحَ لهم في جنوب العراق]».
وفي رسالته إلى سكرتير الدولة لشؤون الهند (وزير شؤون الهند) كتب اللورد هاردينج مردداً بعض عبارات ماكماهون نفسها:

«إن المفاوضاتِ هي مجرد كلامٍ ولن تثبت حقوقنا ولن تقيّد أيدينا في تلك البلاد، وقد يكون الأمر كذلك في نهاية الأمر لاسيما إذا استمر العرب في مساعدة العدو، ولكني لا أحب قطع تعهداتٍ إذا لم تتوفر نية الوفاء بها».
أما رجينالد وينجت -جاكم السودان وخليفة ماكماهون فيما بعد في منصبه- فكان قد بيّن حقيقة موقفه "المؤيد" للعرب في رسالةٍ إلى كلايتون رئيس مكتب الاستخبارات البريطانية في
مصر والسودان:
«أخشى أن يكون المندوب السامي [ماكماهون] واللورد هاردينج كلاهما قد حصلا على انطباعٍ بأني من المؤمنين بإنشاء مملكةٍ عربيةٍ موحدةٍ برئاسة الشريف. بطبيعة الحال هذا التفكير بعيد كل البعد عن آرائي الحقيقية، ولكن كان مناسباً لي -وأعتقد أنه مناسب لنا جميعاً- أن نعطيَ قادة الحركة العربية هذا الانطباع، ولنا تغطية كافية في المراسلات التي جرت لإظهار أننا نتصرف مع العرب بحسن نيةٍ إلى الحد الذي وصلنا إليه الآن».
يمكن تلخيص الخطابات العشر في الجدول التالي من الخطابات المنشورة نشراً كاملاً عام 1939:

| الرقم | التاريخ من وإلى                                           | الملخص |
| ----- | --------------------------------------------------------- | --- |
| 1.    | من الشريف الحسين إلى ماكماهون، 14 تموز/يوليو 1915         | الحدود: بالتوافق مع برتوكول دمشق فالمطلوب «اعتراف إنجلترا باستقلال المناطق العربية، والتي يحدها من الشمال مرسين وأضنة إلى خط عرض 37 وتقع ضمنها بيره جيك وأورفة وماردين ومديات وجزيرة ابن عمر [قرب دياربكر التركية حالياً] والعمادية وصولاً إلى حدود فارس [أي كامل قيليقيا (راجع الأقاليم السورية الشمالية)]، ومن الشرق حدود فارس حتى خليج البصرة [الخليج العربي]، ومن الجنوب المحيط الهندي باستثناء وضع عدن كي يبقى على ما هو عليه، ومن الغرب البحر الأحمر والبحر الأبيض المتوسط حتى مرسين.». الخلافة: مطلوب من إنجلترا «الموافقة على إعلان الخلافة العربية الإسلامية». أخرى: في المقابل سيكون لإنجلترا أفضلية اقتصادية في المناطق العربية مع إلغاء الامتيازات الأجنبية الأخرى فيها. يتفق الطرفان على معاهدة دفاعٍ مشتركٍ، وبقاء كل طرفٍ على الحياد إذا ما ابتدأ الطرف الآخر نزاعاً عدائياً. |
| 2.    | من ماكماهون إلى الشريف الحسين، 30 آب/أغسطس 1915           | التأكيد على "رغبة البريطانيين في استقلال شبه الجزيرة العربية وسكانها، جنباً إلى جنبٍ مع الموافقة على الخلافة العربية". |
| 3.    | من الشريف الحسين إلى ماكماهون، 9 أيلول/سبتمبر 1915        | التأكيد مجدداً على أهمية الموافقة على «الحدود والقيود" بحيث تكون المفاوضات "معتمدةً فقط على رفضكم أو قبولكم لمسألة القيود، وإعلانكم حماية دينهم أولاً [أي العرب]، ثم بعد ذلك حفظ باقي الحقوق من أي ضررٍ أو خطرٍ». |
| 4.    | من ماكماهون إلى الشريف الحسين، 24 تشرين الأول/أكتوبر 1915 | الحدود: جرى الاعتراف بأهمية الاتفاق على الحدود، حيث إن «مقاطعتي مرسين وأضنة وأجزاءٍ من سوريا والتي تقع غرب مقاطعات دمشق وحمص وحماة وحلب لا يمكن القول إنها عربية تماماً، ويجب أن تُستثنى من الحدود المطلوبة. أما بالنسبة للمناطق الواقعة داخل تلك الحدود، وحيث تتمتع بريطانيا العظمى بحرية التصرف دون الإضرار بمصالح حليفتها فرنسا، فإن بريطانيا العظمى مستعدة للاعتراف باستقلال العرب ولتأييده في جميع المناطق داخل الحدود وضمن القيود التي طالب بها شريف مكة.» أخرى: الوعد بحماية الأماكن المقدسة، وتقديم المشورة والمساعدة للحكومة العربية، مع إدراك أن بريطانيا وحدها هي التي ستلعب مثل هذا الدور. والنص على استثناء ولايتي بغداد والبصرة بما يسمحان «بترتيباتٍ إداريةٍ خاصةٍ» لبريطانيا.                                                                                               |
| 5.    | من الشريف الحسين إلى ماكماهون، 5 تشرين الثاني/نوفمبر 1915 | «ولايتا مرسين وأضنة»: تسهيلاً للوفاق نترك الإلحاح في إدخالهما. «ولايتا حلب وبيروت وسواحلهما»: نرفض استثناءَهما حيث إنهما «ولايتان عربيتان بشكلٍ كاملٍ، ولا فرق بين عربي مسلم وعربي مسيحي» «الولايات العراقية»: نوّهت إلى أننا «قد نوافق على تركها تحت قيادة القوات البريطانية في مقابل مبلغٍ مناسبٍ يُدفع للمملكة العربية كتعويضٍ عن فترة الاحتلال.» أخرى: يناقش باقي الخطاب التخوف العربي من التسرع في أي ثورةٍ في ظل خطر قيام الحلفاء بطلب عقد سلامٍ مع الدولة العثمانية. |
| 6.    | من ماكماهون إلى الشريف الحسين، 14 كانون الأول/ديسمبر 1915 | «ولايتا مرسين وأضنة»: اتفاق معترف به. «ولايتا حلب وبيروت»: حيث إن مصالح حليفتنا فرنسا مرتبطة بهما، فإن المسألة تتطلب دراسةً متأنيةً، وسيجري توجيه مزيد من التواصل معكم حول الموضوع في الوقت المناسب. «ولاية بغداد»: نقترح تأجيل التفاوض. أخرى: الرد حول التخوف من التوقيت مع التأكيد على أن بريطانيا «ليس لديها النية لعقد أي سلامٍ لا تشكل بموجبه حرية الشعوب العربية من السيطرتين الألمانية والتركية شرطاً أساسياً». |
| 7.    | من الشريف الحسين إلى ماكماهون، 1 كانون الثاني/يناير 1916  | «العراق»: اقتراح الموافقة على التعويضات لما بعد الحرب. «الأجزاء الشمالية وسواحلها»: رفض أي تعديلاتٍ أخرى قطعياً مشيراً إلى أنه «من المستحيل السماح بأي انتقاصٍ يُعطي فرنسا -أو أية قوةٍ أخرى- قطعة أرضٍ في تلك المناطق». |
| 8.    | من ماكماهون إلى الشريف الحسين، 25 كانون الثاني/يناير 1916 | الموافقة على نقاط الحسين السابقة. «نقدر حق التقدير الدوافعَ التي تقودكم في هذه القضية الهامة ونعرف جيداً أنكم تعملون في صالح العرب». |
| 9.    | من الشريف الحسين إلى ماكماهون، 18 شباط/فبراير 1916        | مناقشة التحضيرات الأولية للثورة. الطلب من ماكماهون 50,000 جنيهٍ استرلينيٍّ ذهباً إضافةً إلى أسلحةٍ وذخيرةٍ وطعامٍ بانتظار ما لا يقل عن مئة ألفٍ من المتطوعين في جيش الأمير فيصل استعداداً للثورة المخطط لها. |
| 10.   | من ماكماهون إلى الشريف الحسين، 10 مارس 1916               | موافقة بريطانيا على الطلبات؛ «يسرني أن أخطركم بأن حكومة جلالة الملك قد صادقت على جميع مطالبكم». مناقشة التحضيرات الأولية للثورة. نهاية الخطابات العشر من المراسلات. |

### الحالة القانونية
يقول إيلي خضوري إن خطاب ماكماهون في 24 تشرين الأول/أكتوبر لم يك معاهدةً، وحتى إن كان كذلك فإن الحسين فشل تماماً في الوفاء بوعوده المقدمَةِ في خطاب 18 شباط/فبراير 1916.
على النقيض من ذلك يصف فيكتور قطان المراسلاتِ بأنها «معاهدة سرية». يشير قطان إلى أن ممثلي الحكومة البريطانية أنفسهم دعوها معاهدةً أثناء مفاوضات مؤتمر باريس للسلام (1919) مع الفرنسيين حول تقسيم الأراضي العثمانية. وينوّه إلى كتاب معاهدات التاريخ السرية الذي تضمّن هذه المراسلات.

## الثورة العربية الكبرى (من حزيران/يونيو 1916 إلى تشرين الأول/أكتوبر 1918)

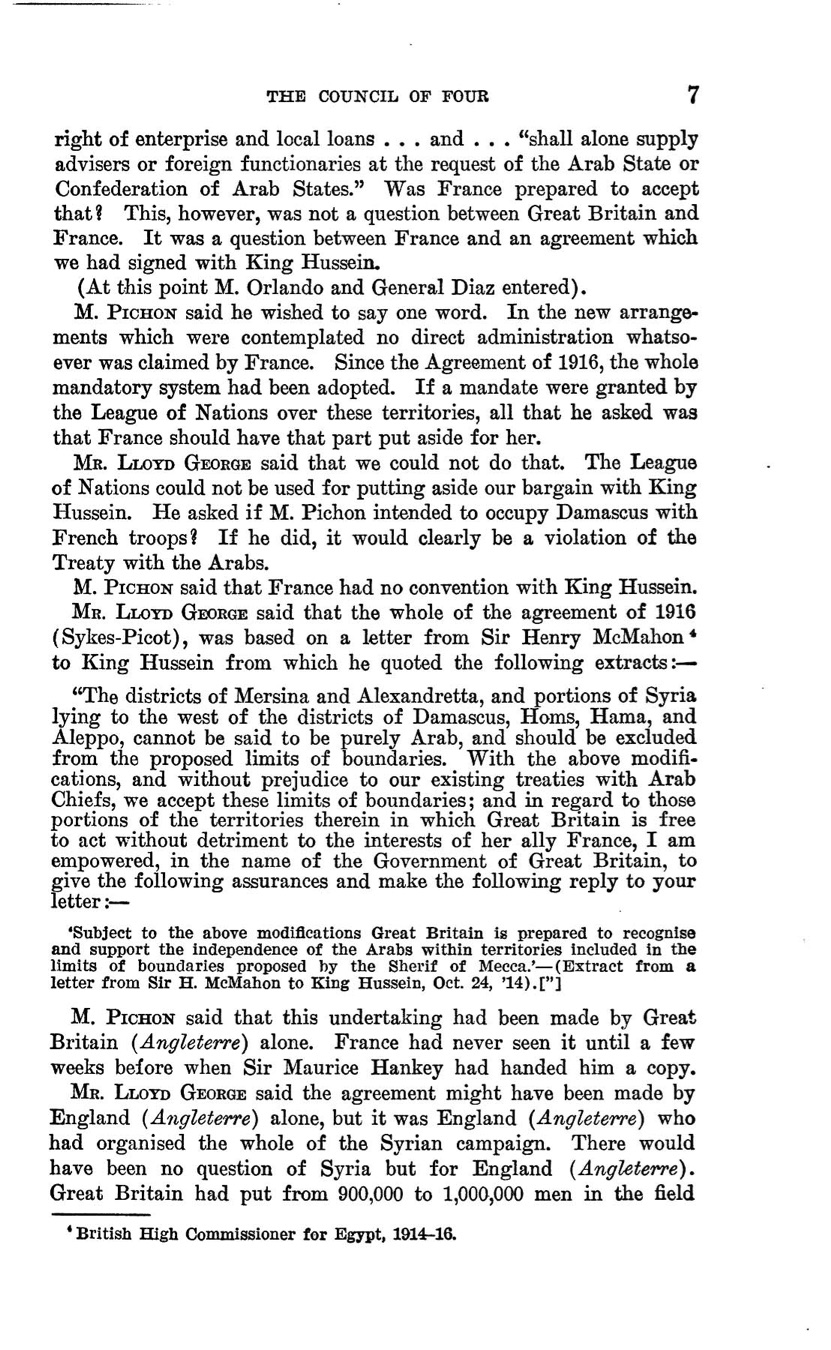
جزء من تقريرٍ عن مؤتمر باريس للسلام عام 1919 حيث يصف ديفيد لويد جورج رئيس الحكومة البريطانية المراسلاتِ بعيارة «المعاهدة مع العرب».

كان العرب ينظرون إلى خطابات ماكماهون -بصفته ممثلاً رسمياً- على أنه اتفاقٌ رسميٌّ بينهم وبين بريطانيا، ولقد أطلق كل من ديفيد لويد جورج -رئيس الوزارة البريطانية- وآرثر بلفور -وزير خارجيتها- على المراسلات اسم معاهدةٍ أثناء مداولات ما بعد الحرب لمجلس الدول الأربع الكبرى المنتصرة.
 وطبقاً لهذا الاعتبار استقر التصور بأن العرب قد أسسوا قوةً عسكريةً تحت قيادة فيصل ابن الحسين قاتلت بتوجيهٍ من توماس إدوارد لورنس الذي عُرف لاحقاً بـ"لورنس العرب"؛ ضابط الارتباط البريطاني مع السلطة الشريفية والتابع للمكتب العربي
ضد الإمبراطورية العثمانية أثناء الثورة العربية الكبرى. وفي مذكرته إلى الاستخباراتِ البريطانيةِ والمحررةِ في كانون الأول/يناير 1916 وصف لورنس الثورةَ العربيةَ بأنها:
 «مفيدةُ لنا لأنها تسيرُ مع أهدافِنا الحاليةِ لكسرِ الكتلةِ الإسلاميةِ، وهزيمةِ الإمبراطوريةِ العثمانيةِ وإسقاطِها، وكذلك لأن الدولَ التي سيقيمها «الشريف حسين» لتخلفَ الأتراكَ ستكون... غير ضارةٍ لنا. العربُ أقلُّ استقراراً حتى من الأتراك. إذا تعاملنا مع الأمرِ بحرصٍ فسيبقون في حالةٍ من الفسيفساءِ السياسيةِ؛ نسيجٌ من الإماراتِ الصغبرةِ المتحاسدةِ [المتنافسةِ] وغيرِ القادرةِ على التلاحم».
بدأتِ الثورة العربية الكبرى في 10 حزيران/يونيو 1916 عندما زحف جيش عربي (وصل تعدادُه في النهاية إلى حوالي 70,000 شخصٍ) ليهاجمَ القواتِ العثمانيةِ. شارك هذا الجيش بالاستيلاءِ على العقبة وتدمير خط سكة حديد الحجاز وهو رابط استراتيجي حيوي يربط بين دمشق والمدينة المنورة عبر الصحراء. سمح هذا بتشتيت قواتِ الجيش السادس التركي وسمح لقوة التجريدة المصرية بقيادة الفريق الأول إدموند اللنبي بالتوغل في الأراضي العثمانية في فلسطين وسوريا، ثم تُوّج هذا التقدم البريطاني في معركة مجدو في فلسطين (من 19/ 9 وحتى 1/ 10 عام 1918)، ودخول الجيش العربي بقيادة الأمير فيصل دمشق، وفي النهاية أسهم باستسلام الدولة العثمانية بتوقيع هدنة مودرُس في 31 تشرين الأول/أكتوبر عام 1918.
يرى المؤرخون أن الثورة العربية الكبرى كانت أول حركةٍ قوميةٍ عربيةٍ منظمة. ضمّتِ الثورة مجموعاتٍ عربيةً مختلفةً لأول مرة تحت هدفٍ واحدٍ وهو القتال من أجل الاستقلال عن الدولة العثمانية. ينبع معظم تاريخ الاستقلال العربي (في القسم الأسيوي من الوطن العربي) في القرن العشرين من هذه الثورة بدءاً بالمملكة الهاشمية التي أسسها الشريف الحسين. بعد انتهاء الحرب كانت ثمة آثارٌ لهذه الثورة. في العراق كوّن مجموعة من ضباط الثورة العربية الكبرى حزباً سياسياً بزعامتهم، ونصّبت بريطانيا فيصل الأول ملكاً على العراق استناداً -بشكلٍ أساسيٍّ- إلى مشاركته فيها وشعبيته التي نالها بفعل هذه المشاركة. إن النخب العربية التي مارست الحكم والسياسة في العراق وبلاد الشام بعد الحرب وإلى ما بعد الاستقلال كانت في قسمٍ مهمٍّ منها من الضباط والمثقفين الذين شاركوا بهذه الثورة وأيّدوها. وسعى الحاج أمين الحسيني زعيم النضال الفلسطيني لاستقدام جثمان الشريف الحسين ودفنه في القدس (1931) تأليفاً لقلوب العرب من أجل فلسطين. يعود تحريض عبد العزيز آل سعود على ضم الحجاز في بعض أسبابه إلى رغبة بريطانيا بالتخلص من الشريف منعاً لتألّف قلوب العرب حوله وتحرراً من أي التزاماتٍ طالبها ويُطالبها بها. حتى اليوم لاتزال المملكة الهاشمية في الأردن تعتبر نفسها وريثة أعمال القادة العرب في تلك الثورة. كان للثورة العربية الكبرى (16-1918) وقع وأهمية وتأثير في نفوس العرب في خمسين السنة اللاحقة عليها أكبر مما لها اليوم.

## تعهدات ذات صلة (من أيار/مايو 1916 إلى تشرين الأول/نوفمبر 1918)

### اتفاقية سايكس - بيكو

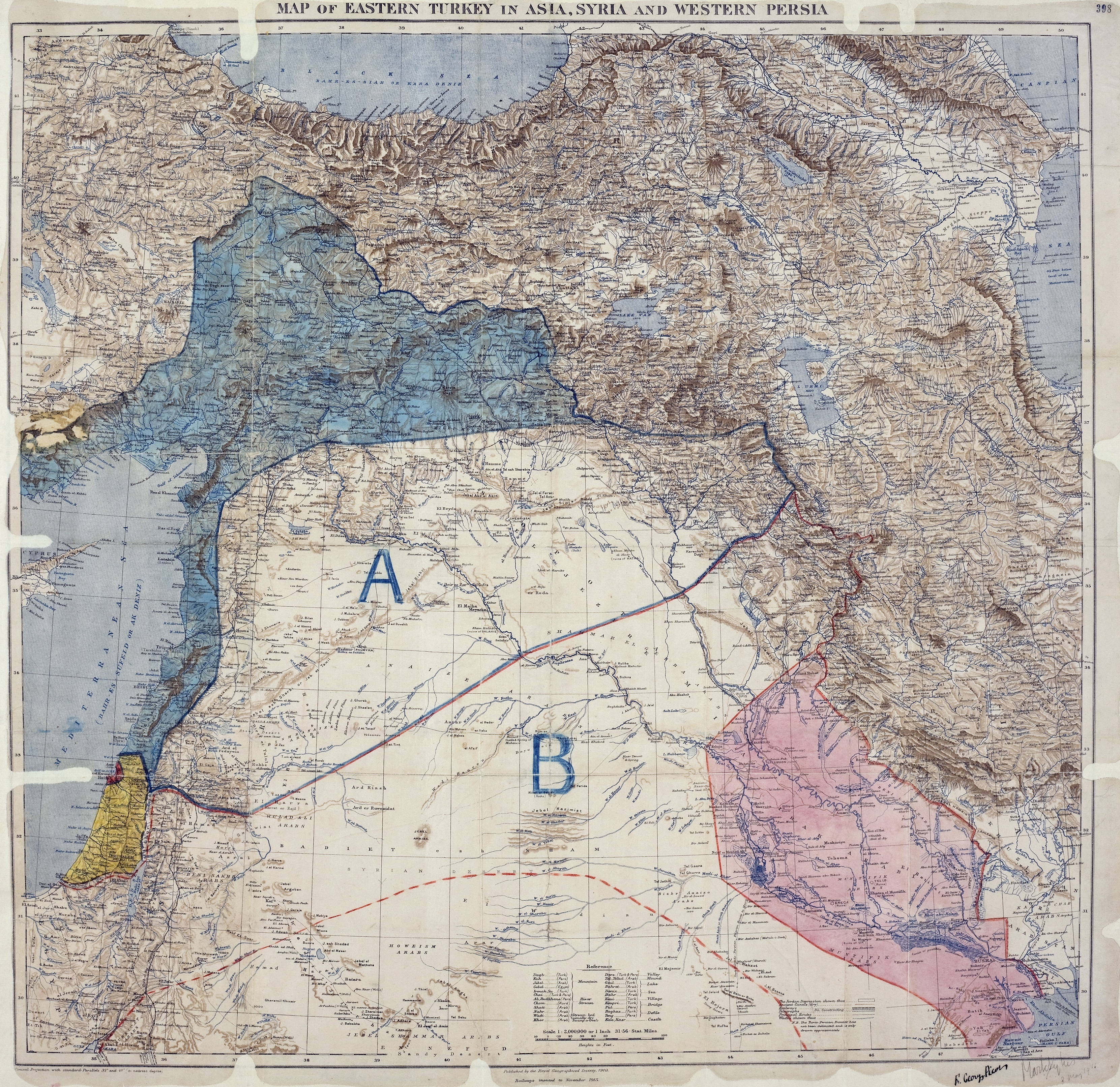
خريطة اتفاقية سايكس بيكو تُظهر شرق تُركيا في آسيا الصغرى وسوريا والعراق وغرب بلاد فارس، ومناطقَ نفوذِ بريطانيا وفرنسا المُتَّفقَ عليها. وقعها مارك سايكس الإنجليزي وفرانسوا جورج بيكو الفرنسي في 8 أيار/مايو 1916.
"الجمعية الجغرافية الملكية" (15-1916).

بدأ التفاوض على اتفاقية سايكس - بيكو (الإنجليزية: Sykes-Picot Agreement) السرية بين بريطانيا وفرنسا في نهاية تشرين الأول/نوفمبر عام 1915، ثم ارتأتا ضم روسيا القيصرية إليها باعتبارها حليفاً في الحرب، وجرتِ الموافقة عليها من حيث المبدأ في 3 يناير/كانون الثاني عام 1916 بين بريطانيا وفرنسا، والتوقيع النهائي في أيار/مايو 1916 في سان بطرسبرغ بحضور سازانوف ومارك سايكس وجورج بيكو، وبقيت سريةً إلى أن كشفها البلاشفة في 23 تشرين الثاني/نوفمبر عام 1917 بعد الثورة البلشفية الروسية بنشرها في صحيفة الأزفستيا الروسية مع اتفاقية القسطنطينية ونقلتهما عنها صحيفة إنجليزية، ونقلها الضابط المصري السابق في الجيش العثماني عزيز علي المصري للقيادة العربية، وقد بيّنتْ "سايكس-بيكو" أن الحلفاء كانوا يخططون لتقاسم واحتلال أجزاءٍ من الأراضي العربية في الدولة العثمانية؛ تلك التي يُفترضُ بها أن تكون جزءاً من الدولة العربية المستقلة بحسب الاتفاق في مراسلات الحسين-ماكماهون. أرسل السير رِجينالد وينجيت -المعتَمَد السامي البريطاني في القاهرة خليفة ماكماهون- إلى الشريف الحسين برقيتين مخادعتين طمأنه فيهما بأن تعهداتِ بريطانيا للعرب لاتزال كما هي، وأن اتفاقية سايكس بيكو ليست معاهدةً رسمية. وكان السير ماكماهون استقال في 1 /1/ 1917.

ولا ريب أن اتفاقية «سايكس-بيكو» تعارضت مع مراسلات الحسين-ماكماهون (15-1916) تعارضاً جليّاً، على الرغم من أن المفاوضاتِ بشأنِهما وإقرارَهما كانا متزامنين. ثمة العديد من نقاط الاختلاف وحتى التناقض فيما بين الاتفاقيتين؛ أبْيَنُها ضم العراق إلى المنطقة البريطانية، بينما أقلها وضوحاً فكرة أن المستشارين البريطانيين والفرنسيين سيتحكمون في المنطقة التي تعتبر ضمن الدولة العربية المستقلة (المنطقتان «أ» و «ب» في اتفاقية «سايكس-بيكو»). 
أخيراً لم تأتِ المراسلات على ذكر فلسطينَ بالاسم وهي التي كانت ضمن حدود الدولة العربية المستقلة بناءً على خطاباتِ الشريفِ الحسين التي وافق عليها الجانب البريطاني (خطاب ماكماهون بتاريخ 24-10-1915)، بينما قررت «سايكس - بيكو» أن عكا وحيفا ستغدوان من ضمن المناطق البريطانية، كما لم تتطرقِ المراسلاتُ إلى جعل فلسطينَ المركزيةِ (تقريباً كامل "متصرفية القدس الشريف" وفق الحدود الإدارية العثمانية) منطقةً دوليةً، وهو الأمر الذي تقرر في الاتفاقية مراعاةً لروسيا القيصرية.

### تصريح بلفور
في الثاني من تشرين الثاني/نوفمبر عام 1917 أصدرتِ الحكومة البريطانية ما عرف بـ«تصريح بلفور». كان إعلاناً من سبعٍ وستين كلمةً أصدره وزير الخارجية البريطاني عضو حزب المحافظين آرثر بلفور موجَّهاً لعضو مجلس اللوردات البارون روتشيلد، وافقت عليه حكومة ديفيد لويد جورج في اجتماعها بتاريخ 13-10-1917، وتضمن وعداً بالمساعدة في تأسيس وطنٍ قوميٍّ لليهود في فلسطين. كثيراً ما ينظر المؤرخون إلى هذا التصريح بالإضافة إلى اتفاقية سايكس-بيكو والمراسلات جملةً واحدةً معاً نظراً لاحتمال عدم التوافق فيما بينها، لا سيما فيما يتعلق بالسيطرة على فلسطين ومسألة تقسيمها. وفقاً لكلمات البروفيسور ألبرت حوراني مؤسس «مركز دراسات الشرق الأوسط» في كلية سانت أنطوني بـجامعة أوكسفورد: «إن الجدال حول تفسير هذه الاتفاقياتِ هو جدلٌ من المستحيل إنهاؤه، لأنه كان المقصود منها أن تحمل أكثر من تفسيرٍ واحد.»

### رسالة هوجارث
بناءً على طلبِ الشريف الحسين (الذي أضحى ملك الحجاز منذ كانون الأول/ديسمبر 1916) بتقديم تفسيرٍ رسميٍّ لتصريح بلفور وصل إلى جدة في كانون الثاني/يناير 1918 ضابط الاستخبارات ديفيد هوجارث رئيس المكتب العربي بالإنابة (فرع الاستخبارات البريطانية في القاهرة) بمهمة زيارةٍ رسميةٍ لتسليم رسالةٍ من قبل حكومة لندن كتبها السير مارك سايكس إلى السلطة الهاشمية. أكدت رسالة هوجارث للملك الحسين بأن «العرق العربي (الإنجليزية: the Arab race) سيُمنح الفرصة الكاملة مرةً أخرى لتشكيل أمةٍ في العالم»، كما أشارت إلى «... حرية السكان الحاليين الاقتصادية والسياسية على السواء...».
وفقاً لكلٍّ من إشعيا فريدمان وقِدوري (بالإنجليزية: Kedourie) فإن الملك الحسين قبل بتصريح بلفور، في حين يقول تشارلز سميث إن كلاً منهما حرّف الوثائق وخرق المعايير العلمية ليصل إلى هذه الاستنتاجات.
كان تقرير هوجارث إلى قيادته قاطعاً، فقد جاء تقييمه لموقف الملك الحسين بأنه «لن يقبلَ دولةً يهوديةً مستقلةً في فلسطين، كما أنني لم أتلق تعليماتٍ بأن أحذره بأن بريطانيا العظمى عازمة بالفعل على قيام هذه الدولة»، وكان معنى هذا أنه أبقى الأمر ضبابياً وغائماً بينما لم يعد بإمكان الحسين المفاوضة والحرب تشرف على نهايتها.

### التصريح إلى السبع
في ضوء مراسلات الحسين-ماكماهون، وفي أعقاب إعلان بلفور المناقض لها لجهة الفكرة الصهيونية، إضافةً إلى إعلان البلاشفة عن اتفاقية سايكس بيكو السرية بين روسيا القيصرية وبريطانيا وفرنسا تقدم سبعةٌ من الزعماء المثقفين السوريين من «حزب الاتحاد السوري» المشكل حديثاً في القاهرة بمذكرةٍ إلى الحكومة البريطانية يطلبون فيها توضيحاً من قبلها بما في ذلك «ضمان الاستقلال النهائي للعرب». رداً على ذلك أصدرتِ الحكومة البريطانية في 16 حزيران/يونيو 1918 ما يُعرف باسم الإعلان إلى السبعة، والذي نص على أن السياسة البريطانية تقضي بأن الحكومة المستقبلية للمناطق -التي كانت تحت حكم الإمبراطورية العثمانية، والتي احتلتها قوات الحلفاء أثناء الحرب- يجب أن تكون بناءً على موافقة المحكومين. يعتبر هذا الإعلان أولَ اعترافٍ بريطانيٍّ رسميٍّ صراحةً بحق تقرير المصير للشعب العربي في غرب آسيا.

### طمأنة اللنبي لفيصل

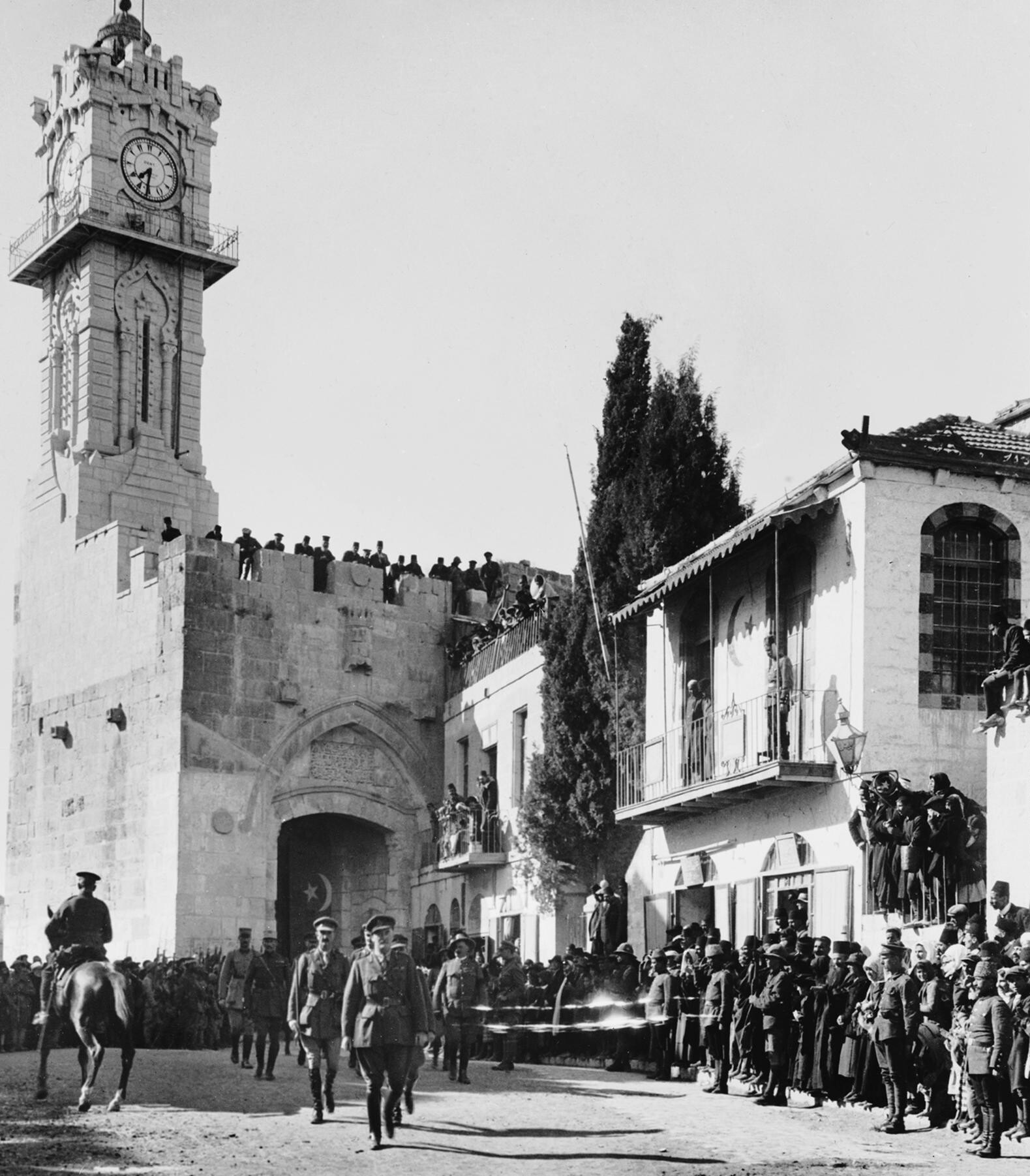
الفريق الأول إدموند اللنبي يدخل القدس القديمة حافيَ القدمين قائلاً جملته الشهيرة: "الآن انتهتِ الحروب الصليبية".
(11 ديسمبر/كانون الأول عام 1917).

في 19 تشرين الأول/أكتوبر عام 1918 أرسل الجنرال اللنبي تقريراً إلى الحكومة البريطانية يعلمها أنه قد أعطى الأمير فيصل:
«تأكيداتٍ رسميةً بأنه مهما كانتِ الإجراءات التي يمكن اتخاذها خلال فترة الإدارة العسكرية فهي مؤقتةٌ بحتةٌ، ولا يمكن أن يسمح لها بالمساس بالتسوية النهائية من خلال مؤتمر السلام الذي سيكون للعرب فيه ممثل بلا شك. وأضفت أيضاً أن التعليمات للقادة العسكريين تمنع تدخلهم في الشؤون السياسية، ويتوجب عليَّ أن أعزل أيّاً منهم إذا اكتشفت أنه يخالف هذه الأوامر. ذكّرت الأمير فيصل بأن الحلفاء يتشرفون بالسعي إلى التوصل إلى تسويةٍ وفقاً لرغبات الشعوب المعنية، وحثثته على وضع ثقته بإخلاصٍ في حسن نيتهم.»

هذا في الوقت عينه الذي خالفت فيه «الإدارة العسكرية» تحت إمرة اللنبي مبدأ «الحفاظ على الوضع الراهن» منذ اليوم الأول فيما يتعلق بالمسألة الصهيونية. يقول «رونالد ستورس» أول حاكمٍِ إنجليزيٍّ للقدس (17-1926):
«لقد خرقتِ الإدارة العسكرية مبدأ «الوضع الراهن» في المسألة الصهيونية. كانت فلسطين ولايةً تابعةً للدولة العثمانية المسلمة، وكانت غالبية سكانها من العرب، وفي ظل سياسة «الوضع الراهن» كان علينا -بل كنا نتلقى تعليماتٍ- أن نقول للراغبين في إدخال تغييراتٍ سريعةٍ إننا مجرد «إدارةٍ عسكريةٍ» ولسنا منظمين مدنيين، وكان علينا أن ندير البلاد كما نفعل في مصر أو غيرها من البلاد ذات الأقليات المهمة مستخدمين الإنجليزية لغةً رسميةً وتقديم ترجمةٍ عربيةٍ مع معاملة المقيمين اليهود والأوروبيين والأرمن وغيرهم على النحو الذي نعاملهم به في مصر.

كان موقف «إدارة أراضي العدو المحتلة» مختلفاً تماماً عن هذا المفهوم، فقد طُبع الإعلان الأول للجنرال اللنبي بالإنجليزية والعبرية والعربية، وكذلك الأوامر الصادرة مني، واستُخدمتِ العبرية في لافتاتِ الإدارة الحكومية، ومالبثت أن أضيفت على عجلٍ على إيصالات البلدية والإيصالات الرسمية الأخرى، وقمنا بتعيين موظفين ومترجمين يهوداً في مكاتبنا. وقد واجهت «إدارة أراضي العدو المحتلة» نقداً شديداً على هذا الخرق الواضح للوضع الراهن داخل وخارج فلسطين... رغم أن عصبة الأمم لم تكن قد أنشئت، ولم يكن نظام الانتداب قد أقيم حتى يكون هدف الحكومة متطابقاً مع هدف الصهيونية».

### التصريح الأنجلو - فرنسي لعام 1918
في التصريح الأنجلو-فرنسي الصادر في 7 تشرين الثاني/نوفمبر 1918 (وقعتِ هدنة مودروس مع الدولة العثمانية في 31 تشرين الأول/أكتوبر 1918) ذكرتِ الحكومتان:
«إن الهدف الذي ترجوه كل من فرنسا والمملكة المتحدة في الشرق من محاكمة الحرب -التي أفسدتها طموحات ألمانيا- هو التحرر الكامل والمؤكد للشعوب التي اضطهدها الأتراك لفترةٍ طويلةٍ، وإنشاء حكوماتٍ وإداراتٍ وطنيةٍ تستمد سلطتها من مبادرة السكان الأصليين واختيارهم الحر.»
وطبقاً للموظف الحكومي أيري كرو -الذي اطلع على المسودة الأصلية للإعلان- فقد «أصدرنا بياناً قاطعاً ضد الإلحاق من أجل: (1) تهدئة العرب،
و(2) لمنع الفرنسيين من ضم أي أجزاءٍ من سوريا».
ويعتبر المؤرخون أن الإعلان كان مضللاً في أحسن الأحوال. كتبت باريس:
«لقد وُصِف الإعلان الأنجلو-فرنسي بأنه «هراءٌ مقززٌ بقدر ما كان زائفاً»، ومن الواضح أنه لم يكن لدى بريطانيا ولا فرنسا أدنى نيةٍ في إنشاء «حكوماتٍ وطنيةٍ» على أساس الاختيار الحر؛ لقد كانتا تعتزمان السيطرة على بلاد ما بين النهرين وسوريا بوضوحٍ وبساطة، لكن الإعلان قوبل بالبهجة في الشرق الأوسط، فقد تمسك العرب بالعبارات الأخيرة واختاروا تجاهل التحذير من أن الحلفاء سيقدمون «الدعم» و«المساعدة المناسبة»، كان من شأن هذا الخُطّافِ -الماكر وغير المباشر [المراوغ]- أن يتيح استمرار الحكم الأنجلو-فرنسي في المنطقة. في الحد الأدنى كان الإعلان مضللاً.»

## نتائج ما بعد الحرب (بين عامي 1919 و1921)

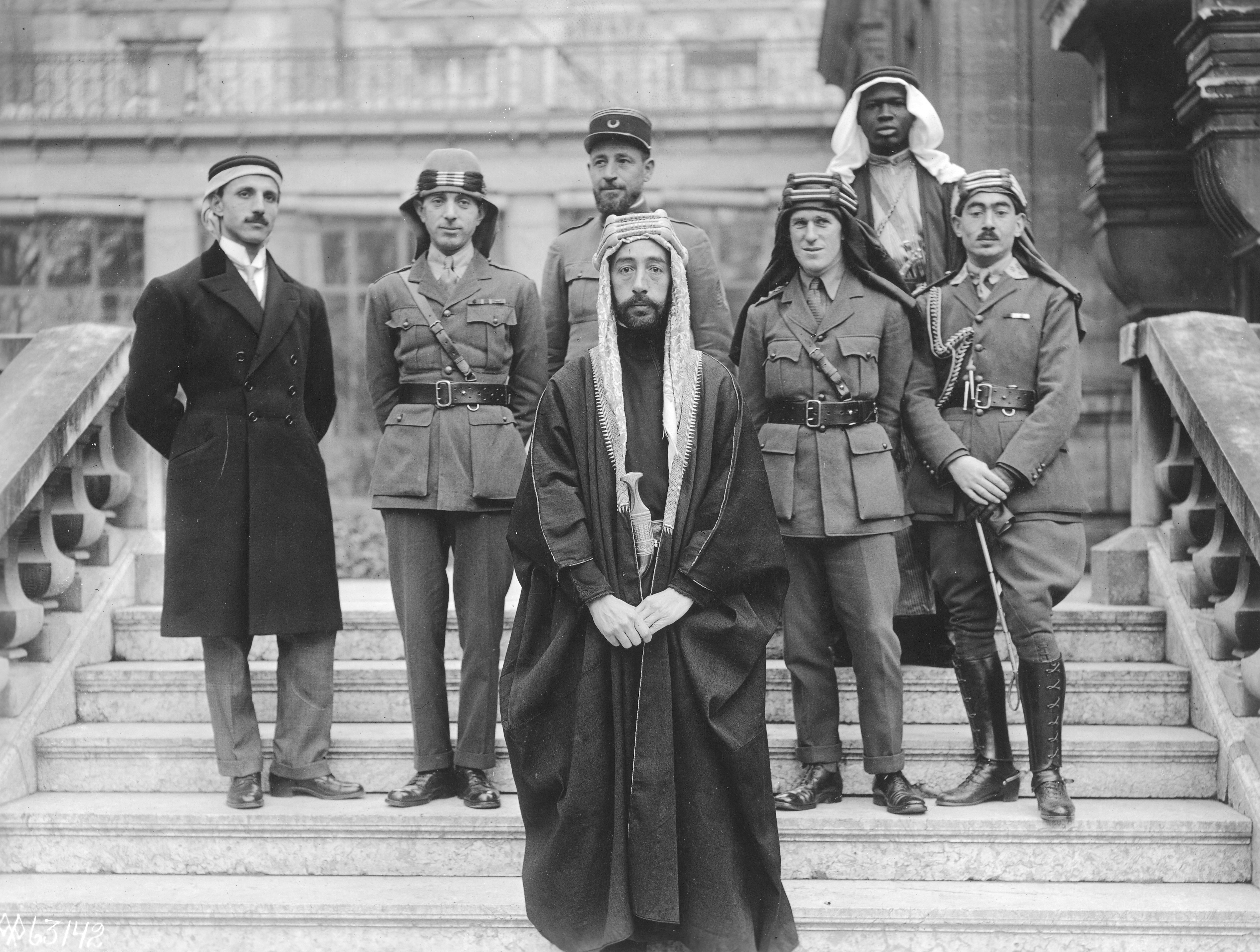
الأمير فيصل في فرساي أثناء مؤتمر باريس للسلام (1919). من اليسار إلى اليمين: رستم حيدر (رئيس الديوان الأميري، من بعلبك-لبنان)، نوري السعيد (رئيس الوزراء العراقي فيما بعد، من بغداد-العراق)، الأمير فيصل، كابتن بيساني الضابط الفرنسي (خلف فيصل)، توماس إدوارد لورنس (لورنس الجزيرة العربية) الضابط الإنجليزي، فيصل الغصين (في الخلف)، النقيب تحسين قدري (المرافق العسكري للأمير فيصل، من دمشق-سوريا).

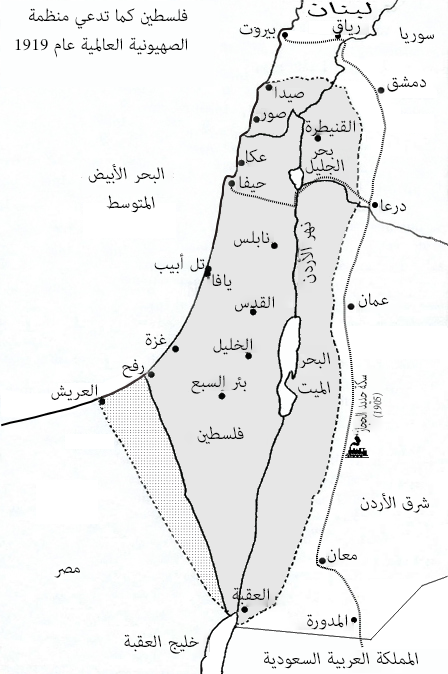
مطالب المنظمة الصهيونية العالمية في مؤتمر باريس للسلام (1919) بشأن فلسطين. الخريطة من ضمن مذكرة المنظمة المقدمة إلى مؤتمر السلام والمؤلفة من 14 صفحة بالإنجليزية.

### الخطة الشريفية
قبل يومٍ واحدٍ فقط من إعلان هدنة مودرس في 31-10-1918 مع الدولة العثمانية ناقش «المكتب الخارجي البريطاني» [تسمية تشير إلى وزارة الخارجية البريطانية] الخطة الشريفية التي وضعها ت. إ. لورانس والتي بموجبها سيُقدم أبناء الحسين كدمىً ملكيةٍ في سوريا والعراق. كان بعضٌ من مسوغات ذلك إرضاءَ الاعتقاد الشائع لدى الرأي العام البريطاني بأن ثمة ديناً تتحمله بريطانيا لصالح الهاشميين بسبب مراسلات الحسين-ماكماهون والثورة العربية. من بين أبناء الحسين كان فيصل هو اختيار لورنس المفضل بجلاءٍ. في الوقت الذي لم يكن علي يُعتبر قائداً قوياً، وكان زيد (1898-1971) بعد صغيراً، في حين اعتبر عبد الله كسولاً.

### الانتداب
عُقد مؤتمر باريس للسلام (من 18/ 1 إلى 7/ 5 عام 1919) بين الحلفاء للاتفاق على تقاسم غنائم الحرب. كان موضوع المراسلات هي المناطق التي ستغدو لاحقاً شرق الأردن، وفلسطين، ولبنان، وسوريا، والعراق، والجزيرة العربية.
قدّم فيصل -ممثلاً عن والده- مذكرةً للمؤتمر يطلب الاعترافَ بالشعوب القاطنة جنوب خط اسكندرون-دياربكر كدولةٍ مستقلةٍ بضمانة عصبة الأمم. بعد ذلك في كلمته في 6 شباط/فبراير عام 1919 أمام المؤتمر (مجلس العشرة):
«أسهب في شرح مطالبته بحق العرب في تقرير مصيرهم بأنفسهم، وبالالتزام بالوعد الذي قطعه مكماهون، وبتنفيذ الإعلان الأنجلو فرنسي الصريح والقاطع... وأعرب عن استعداده لاستثناء عدن... وأقر كذلك بأن فلسطين تتطلب نظاماً خاصاً [بسبب سمتها الدولية]، وأن العراق سوف يقبل مساعدة بريطانيا العظمى، وأن جبل لبنان سوف يقبل مساعدةً مماثلةً من فرنسا، أما بالنسبة للأجزاء الباقية فإن مطلب الأمير كان الاستقلال».
وهو مناقض لما أوردته خطأً صحيفة النيويورك تايمز عندما نشرت أن فيصل –نيابةً عن والده- طالب بدولةٍ عربيةٍ تحت الانتداب البريطاني. وقد أكد المؤتمر السوري العام بعد ذلك على رفض أي انتدابٍ على سوريا، وقرر -إن لم يك ثمة بدٌّ- قبولَ مساعدةٍ فنيةٍ من الولايات المتحدة الأمريكية فقط.
في 6 كانون الأول/يناير عام 1920 إبّان زيارته الثانية إلى فرنسا وقع الأمير فيصل بالأحرف الأولى اتفاقاً مع جورج كلمنصو رئيس الوزراء الفرنسي يعترف فيه «بحق السوريين في أن يتحدوا [متعاضدين] ليحكموا أنفسهم كأمةٍ مستقلةٍ». أعلن المؤتمرُ السوريُّ العام -المنعقدُ في دمشقَ- سوريا «بحدودها الطبيعيةِ» دولةً مستقلةً في 8 آذار/مارس عام 1920 لقطع الطريق على بريطانيا وفرنسا ووضعهما أمام الأمر الواقع. شملتِ الدولة الجديدة سوريا ولبنان وفلسطين وشرق الأردن وأجزاءً من شمال بلاد الرافدين ("لواء الموصل" الذي ضمته بريطانيا لاحقاُ إلى العراق)، وهي تشمل مناطقَ كانت مخصصةً في اتفاقية سايكس-بيكو لتكون دولةً عربيةً موحدةً مستقلةً أو لتشكل اتحاداً فيدرالياً [وتشمل المنطقتين "A" ذات النفوذ الفرنسي، و"B" ذات النفوذ البريطاني]، بالإضافة إلى مناطقَ ذاتِ احتلالٍ مباشرٍ من قبل فرنسا [المنطقة الزرقاء]، وبريطانيا [المنطقة الحمراء]. أُعلن الأمير فيصل ابن الحسين ملكاً للمملكة الوليدة باسم الملك «فيصل الأول». عُقد مؤتمر سان ريمو (19-26 أبريلَ/نيسانَ عام 1920) على عجلٍ رداً على إعلان المملكة السورية العربية، وفي المؤتمر مَنح المجلس الأعلى للحلفاء بريطانيا الانتدابَ على فلسطين والعراق، وفرنسا الانتداب على سوريا ومتصرفية جبل لبنان. وتبعه الإعلانُ عن تأسيس إمارة شرق الأردن تحت إشرافٍ بريطانيٍّ في 31 آذار/مارس عام 1921.
وافقت كلٌّ من المملكة المتحدة وفرنسا على الاعتراف بالاستقلال المؤقت لسوريا والعراق، ولم يرد ذكرٌ الاستقلال المؤقت لفلسطين. قررت فرنسا احتلال سوريا احتلالاً مباشراً، واتخذت إجراءاتٍ لتنفيذ انتدابها من قَبْلِ موافقة عصبة الأمم على الانتداب (لم يصدر صك الانتداب من العصبة حتى حزيران/يونيو عام 1922). تدخلت فرنسا عسكرياً في معركة ميسلون في 24 تموز/يوليو عام 1920 لاحتلال دمشق التي غادرها الملك فيصل الأول بعدها بسويعات.
في فلسطين أنشأت بريطانيا نظاماً إلزامياً خاصاً بها، وعينت صيف العام 1920 مندوباً سامياً هو اليهودي الصهيوني هربرت صموئيل، وأصرت على إدراج «تصريح بلفور» في صك انتدابها الصادر عن عصبة الأمم عام 1922 لتجعل من سياستها في فلسطين تحت غطاءٍ من الشرعية الدولية. كانتِ اتفاقية فيصل - وايزمان في كانون الثاني/يناير عام 1919 اتفاقيةً موجزةً جداً للتعاون بين العرب واليهود حول ملجأِ لليهود في فلسطين، وكان تصور فيصل على أنه سيكون مجرد إقليمٍ ضمن المملكة العربية، ودوّنَ بخط يده بالعربية أسفل النص الإنجليزي أن الاتفاقية مشروطة حصراً بموافقة بريطانيا على استقلال الدولة العربية في آسيا من حدود تركيا إلى المحيط الهندي، واشترط عدم مسؤوليته عن تنفيذها إذا سُمح بأي تعديلٍ على ملاحظته. لم يتعامل فيصل مع فلسطينَ تعاملاً مغايراً لما بيّنه في مؤتمر السلام عندما قال في 6 شباط/فبراير (1919) بعد أقل من مُضيِّ شهرٍ واحدٍ على تلك الاتفاقية: «فلسطين –ونتيجةً لطابعها العالمي- ستكون في جانبٍ خاصٍّ لتبادل وجهات النظر والاعتبار من قبل جميع الأطراف المعنية». لم تنفذ "اتفاقية فيصل - وايزمان" مطلقاً. في المؤتمر نفسِهِ سأل روبرت لانسينغ وزير خارجية الولايات المتحدة حاييم وايزمان عما إذا كان الوطن القومي لليهود يعني قيامَ حكومةٍ يهوديةٍ تتمتع بالحكم الذاتي، فأجاب رئيس وفد المنظمة الصهيونية العالمية بالنفي.
بيّن وزيرُ الخارجية الأمريكي لانسينغ -وعضوُ الوفد الأمريكي لمفاوضات السلام في باريس التي افضت إلى إبرام معاهدة فرساي- أن نظام الانتداب الذي ينص على منح عصبة الأمم صكوكَ انتدابٍ للدولِ المنتصرةِ على الشعوبِ المحرَّرةِ -لمساعدتها على النهوض وتأسيس دولٍ وأنظمةٍ حديثةٍ- كان بكل بساطةٍ وسيلةً صنعتها القوى العظمى المنتصرةُ (عدا الولايات المتحدة التي لم تشارك في عصبة الأمم) لتخفيَ تقاسمها لغنائمِ الحرب.
ذلك أنه إذا تم الاستيلاء على أراضي العدو بصورةٍ مباشرةٍ، فإن قيمة هذه الأراضي -في ظل القوانين الدولية- ستكون بديلاً لادّعاءاتِ الحلفاءِ بالمطالبة بتعويضاتٍ عن خسائر الحرب أو جزءٍ منها. يقول أحد المختصين بالقانون الدولي: «لو أرادت دول الحلفاء الاستيلاء على ممتلكات الدول الوسطى وحليفاتها [دول المركز في الحرب] وضمها إلى ممتلكاتها الخاصة «كمستعمراتٍ» لكان عليها -إذ ذاك- حسم قيمة تلك المستعمرات والممتلكات المستولى عليها من أصل قيمة التعويضات التي فرضتها على الأعداء، ولكنها بفضل النظام الجديد الذي أبرزه الجنرال سمطس [سموتز]... تمكنت من تحاشي ذلك»، ومعلوم أن التعويضات الجائرة التي فرضت على ألمانيا كانت أحد الأسباب المكينة التي أدت إلى الحرب العالمية الثانية. هكذا فإن سوريا ولبنان مثلاً خضعتا للاحتلال الفرنسي المباشر -بموجب صك انتدابٍ من عصبة الأمم- وسددت حكوماتُهما على مدى سنواتٍ أقساطاً مقررةً من الدين العثماني العام الذي تعود أصوله إلى القرن التاسع عشر.

وضّح لانسينغ أيضاً أن الجنرال البريطاني (من جنوب إفريقيا) جان سموتز هو صاحب المفهوم الأصلي للانتداب.

### سقوط الشريف الحسين
في العام 1919 رفض الملك الحسين بن علي التصديق على معاهدة فرساي، مما أدى إلى توقفِ الإنجليز عن دعمه مادياً اعتباراً من شباط/فبراير عام 1920. وفي آب/أغسطس من عام 1920 -بعد خمسة أيامٍ على توقيع معاهدة سيفر (10 آب/أغسطس 1920م) التي اعترفت رسمياً بـالمملكة الحجازية الهاشمية- طلب اللورد كرزون وزير الخارحية البريطاني من القاهرة السعيَ للحصول على توقيع الحسين على كلتا معاهدتي فرساي وسيفر، وأعطيت الموافقة على دفع ثلاثين ألف جنيهٍ إسترلينيٍّ مقابل التوقيع. رفض الحسين وصرح في عام 1921 بأنه لا يمكن أن يُتوقع منه «وضع اسمه على وثيقةٍ تخصص فلسطين للصهيونيين وسوريا للأجانب». بقي الحسين على رفضه لكلٍّ من اتفاقية سايكس - بيكو وتصريح بلفور حنى يوم وفاته، واعتبرهما خيانةً من قبل الإتجليز، وفي مذكرةٍ سريةٍ من القاهرة إلى لندن كتب عنه ماكماهون:
«إنه لم يفهم مطلقاً الوضعَ -كما عُرض عليه- بشأن سوريا. كان مصمماً على ألا يفهمَ الوضع، لكنني أعتقد أن الأحداث ستكون أقوى منه، وأنه في نهاية المطاف سيضطر إما أن يقبل الأمور كما هي، وإما أن يسقط.»
بعد مؤتمر القاهرة (12-26 آذار/مارس 1921) أُرسِل لورنس في محاولةٍ للحصول على توقيع الملك الحسين على معاهدةٍ ثنائيةٍ مع بريطانيا مقابلَ دعمٍ سنويٍّ قدره مئة ألف جنيهٍ إسترلينيٍّ. باءت هذه المحاولة بالفشل أيضاً. خلال العام 1923 حاول البريطانيون مرةً أخرى تسوية القضايا العالقة مع الملك، وفشلت تلك المحاولة كذلك واستمر الحسين في رفضه الاعترافَ بانتداب فرنسا على سوريا ولبنان، وانتداب بريطانيا -ومن ضمنه تصريح بلفور- على فلسطين. في آذار/مارس من العام 1924 -وبعدما دُرست لفترةٍ وجيزةٍ إمكانية حذف المادة المخالفة من المعاهدة [المقترحة]- علقتِ الحكومة البريطانية المفاوضاتِ، وفي غضون ستة أشهرٍ سحبت دعمها للحسين بن علي لمصلحة حليفها الآخر -سلطان نجدٍ ومركز شبه الجزيرة العربية- عبدِ العزيز بنِِ عبدِ الرحمن بنِ سعودٍ والذي شرع في غزو المملكة الحجازية الهاشمية.

## التحفظات الإقليمية وفلسطين

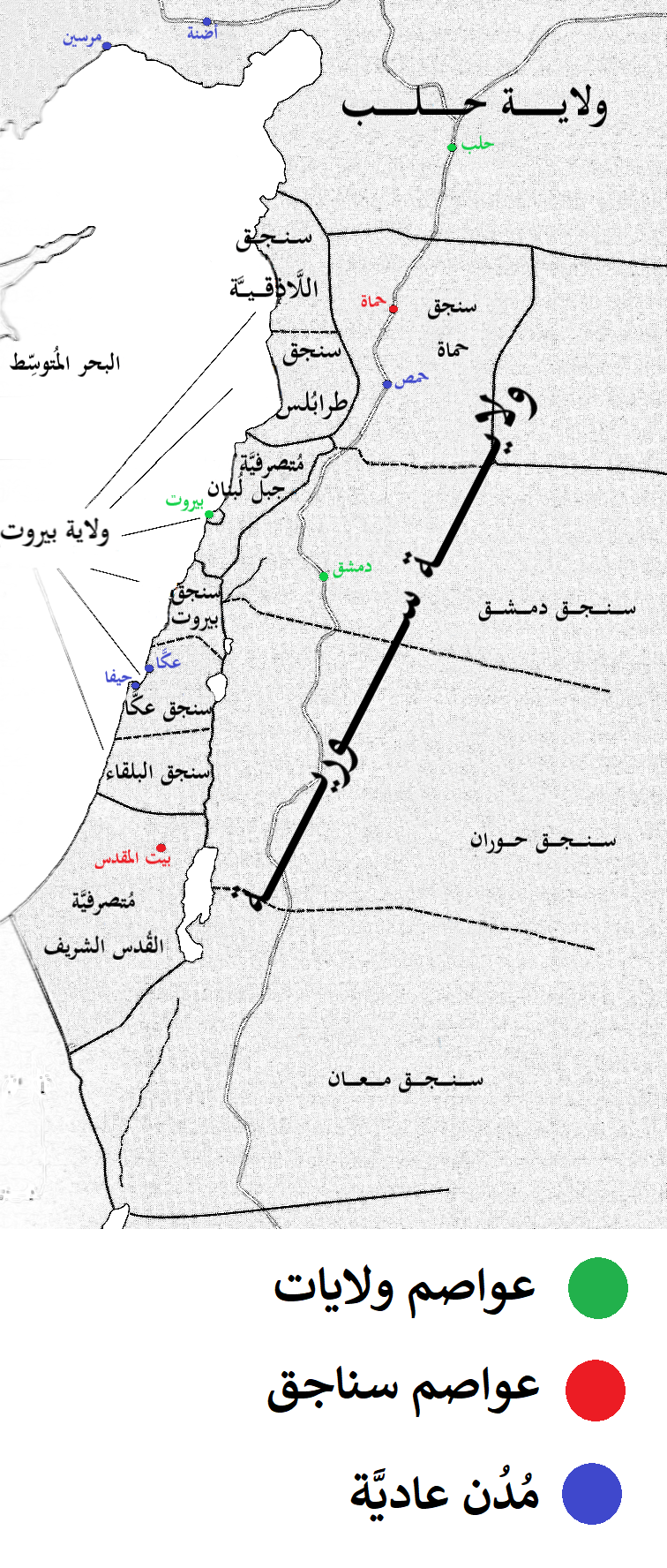
المقاطعات الواردة في رسالة ماكماهون (بتاريخ 24-10-1915)، وتصنيفاتها الإدارية في الدولة العثمانية.

في 24 تشرين الأول/أكتوبر عام 1915 أرسل ماكماهون خطابه الثاني إلى الشريف الحسين معرباً عن عزم بريطانيا الاعترافَ باستقلال العرب وتأييده مع تحفظاتٍ معينةٍ. كانتِ المراسلات الأصلية باللغتين الإنجليزية والعربية مع وجود فوارقَ طفيفةٍ في الترجمة الإنجليزية.
كُتبتِ خطابات ماكماهون أولاً بالإنجليزية قبل ترجمتها إلى العربية، وبالعكس بالنسبة إلى خطابات الشريف. من الجهة الإنجليزية ليس واضحاً من كتبها وترجمها والسبب أن مذكرات رونالد ستورس -السكرتير الشرقي للبعثة البريطانية في القاهرة والمسؤول عن العلاقات مع السلطة الشريفية وقت المراسلات- جاءت خلواً من أي ذكرٍ لمضمونها لأنها صدرت عام 1937 قبلما تُرفعَ السرية عن المراسلات. استنتج قدوري وآخرون أن أرجح الرأي أن صائغها والمسؤول عنها هو رونالد ستورس. في مذكراته يقول ستورس إن الرسائل [المترجمة إلى العربية] كانت من تحضير حسين روحي [رجل ستورس ومترجمه]، ثم دققها وتأكد منها بنفسه.
اعترضتِ الوفود العربية في مؤتمر الطاولة المستديرة (لندن/1939) على بعض الترجمات من العربية إلى الإنجليزية وحضّرتِ اللجنة ترجماتٍ متوافَقٍ عليها من الطرفين والتي تجعل النص الإنجليزي «خالياً من الأخطاء الفعلية».

### الجدل حول «أجزاء من سوريا»

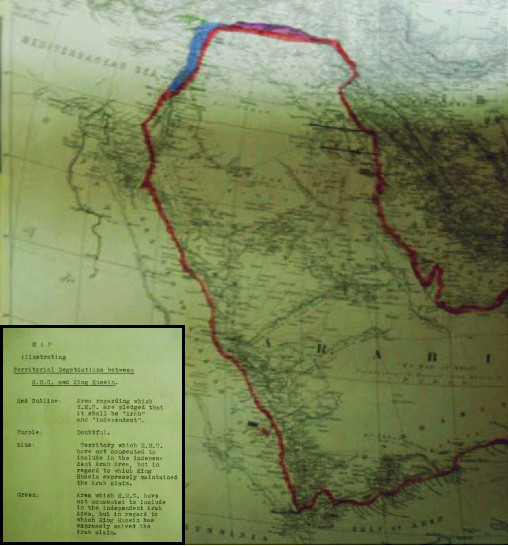
خريطةُ الحكومةِ البريطانيّةِ (1918) توضحُ نتيجةَ المفاوضاتِ التي جرتْ بينَ الحكومةِ البريطانيةِ والشريفِ الحسين (15-1916). أعدها أرنولد توينبي -الموظف وقتئذٍ في دائرة المخابرات السياسية في الخارجية البريطانية- ضمنَ وثائقِ الوفدِ البريطاني إلى مؤتمرِ السلام في پاريس (1919). وتبدو فيها بالخط الأحمر حدود الدولة العربية المقترحة، وقد استثنيت منها عدن (المحمية البريطانية وقتذاك)، وجنوب العراق (مراعاةً للمصالح البريطانية)، وساحل سوريا ولبنان (بالأزرق) (مراعاةً للمصالح الفرنسية)، أما فلسطين فقد كانت ضمن الحدود المتفق عليها خلافاً لما ادّعته الحكومة البريطانية فيما بعد قي «الكتاب الأبيض» الذي أصدرته وزارة المستعمرات عام 1922 في عهد الوزير ونستون تشرشل.

أتى الجدل حول فلسطين من حقيقة أنها غير مذكورةٍ صراحةً في مراسلات الحسين-ماكماهون فضلاً عن أنها كانت مشمولةً ضمن الحدود التي اقترحها الشريف الحسين منذ البداية. لقد قبلَ ماكماهون حدود الحسين «القابلة للتعديل»، واقترح التعديل الآتي بأن «المناطق -في سوريا- الواقعة غرب مقاطعات دمشق وحمص وحماة وحلب لايمكن أن نقول عنها إنها عربية بالكامل ويجب استثناؤها». حتى العام 1920 أشارت وثائق الحكومة البريطانية إلى فلسطينَ على أساس افتراضها جزءاً من المنطقة العربية، ولكن بدءاً من [تشرين الثاني/نوفمبر] عام 1920 وما بعد تغير هذا التفسير، مما أدى إلى خلافٍ عامٍّ بين العرب والإنجليز، حيث قدم كل جانبٍ حججاً داعمةً لموقفه بناءً على التفاصيل الدقيقة لصياغة النص، وكذلك الظروف التاريخية لكتابة المراسلات. يقدم "جوناثان شنير" تشبيهاً لشرح الخلاف الأساسي حول المعنى:
بعد مضيِّ أكثرَ من خمسين عاماً على تقريره الأول -الذي يشرح مراسلات وزارة الخارجية البريطانية- نشر أرنولد ج. توينبي وجهات نظره حول الجدل الأكاديمي المستمر. كتب توينبي ورقَتَه تلك في العام 1970 كخطابٍ لإشعيا فريدمان، الذي كان نشر ورقةً بحثيةً حول المسألةِ في وقتٍ سابقٍ من العام المذكور.
لخص توينبي استنتاجاته كما يلي: «إن الوثائقَ -والتي كتبت من قبل مسؤولين بريطانيين- تتعارض مع تفسير كلمة ماكماهون "للولايات" -والذي طرحْتُه، وطرحه قبلي مؤلف كتاب المكتب العربي "تاريخ"- وهي جميعاً [هذه الوثائق والتفسيرات] تعود إلى ما بعد الحقبة التي تأكدت فيها حكومةُ جلالة الملك (الإنجليزية: اختصاراً HMG) أن فلسطين قد باتت في "جيب" بريطانيا... لا أعتقد أن تفسير يونغ أو تشايلدز أو السيد [إشعيا] فريدمان لاستخدام ماكماهون لكلمة "ولايات" مما يمكن الدفاع عنه.»
ويبدي توينبي رأيه في ورقة إشعيا فريدمان التي تؤرخ لما ذهب إليه ماكماهون في المراسلات وماذا يعني:
حدد توينبي التبعاِتِ المنطقيةََ لتأويل "مناطق" ماكماهون أو "ولاياته" على أنها مقاطعاتٌ بدلاً من مناطقَ مجاورةٍ كما يلي:

### الجدل حول «دون الإضرار بفرنسا»
في رسالة ماكماهون المؤرخة في 24 تشرين الأول/أكتوبر 1915 تنص النسخة الإنجليزية على ما يلي:
«... نقبل تلك القيود والحدود، وفيما يتعلق بتلكم الأجزاء من الأراضي هناك والتي تتمتع فيها بريطانيا العظمى بحرية التصرف دون الإضرار بمصالح حليفتها فرنسا.»
في اجتماعٍ في وايتهول في كانون الأول/ديسمبر عام 1920 قورنتِ النصوص العربية والإنجليزية لمراسلات ماكماهون مع الشريف الحسين، وكما قال أحد المسؤولين الذي كان حاضراً:
كتب جيمس بار (الإنجليزية: Barr) إنه على الرغم من أن ماكماهون كان ينوي الحفاظ على المصالح الفرنسية، إلا أنه أصبح ضحية ذكائه، لأن المترجم روحي فقد المعنى المؤهل للجملة في النسخة العربية.
في كتابه "إعداد الصحراء على النار" (الإنجليزية: Setting the Desert on Fire) -المنشور عام 2011- وصف جيمس بار كيف أنه بعد فقدانٍ لما يقرب من خمسة عشر عاماً عُثر على نسخٍ عربيةٍ من أهم رسالتين من المراسلات في مسحٍ لمكتب رونالد ستورس في القاهرة. اعترف السيد المستشار حول قوة الادّعاء العربي في رأيٍ قانونيٍّ سريٍّ جرى تعميمه على مجلس الوزراء [البريطاني] في 23 كانون الثاني/يناير عام 1939 بالقول: «هذه الترجمة اللامبالية تغير معنى التحفظ تماماً، أو تجعل المعنى في جميع الأحوال غامضاً للغاية.»

ثلاثة مقترحاتٍ حول فلسطين خلال الحرب العالمية الأولى (16–1922) وبعدها.
- الخط الأحمر: "الإدارة الدولية" المقترحة في اتفاقية سايكس بيكو لعام 1916.
- الخط الأزرق المتقطع: مطلب المنظمة الصهيونية لعام 1919 في مؤتمر باريس للسلام.
- الخط الأزرق المتصل: الحدود النهائية لفلسطين الانتدابية البريطانية (23-1948).

في تحليلٍ لمجلس الوزراء للتطورات الدبلوماسية أعد في أيار/مايو عام 1917، قال عضو البرلمان ويليام أورمسبي جور:

كانت من ضمن أوراق مجلس الوزراء البريطاني التي رُفعت السرية عنها برقيةٌ بتاريخ 18 تشرين الأول/أكتوبر عام 1915 [قبل ستة أيامٍ من رسالة ماكماهون المشار إليها] موحهةً من السير هنري ماكماهون إلى وزير الدولة للشؤون الخارجية اللورد "إدوارد جراي" (بالإنجليزية: ِGrey) يطلب فيها تعليمات. لخص ماكماهون المحادثاتِ مع "محمد شريف الفاروقي" عضو جمعية العهد (الإنجليزية: Ahd) الذي قال إنه يمكن للبريطانيين تلبية مطالب القوميين السوريين [العرب] باستقلال شبه الجزيرة العربية. قال الفاروقي أيضاً إن العرب سيقاتلون إذا ما حاول الفرنسيون احتلال مدن دمشق وحمص وحماة وحلب، لكنه يعتقد أنهم [قد] يقبلون ببعض التعديلاتِ على الحدود الشمالية الغربية التي اقترحها شريف مكة. بناءً على هذه المحادثات اقترح ماكماهون الصيغة التالية: "إن بريطانيا العظمى -بقدر حريتها في التصرف دونما إضرارٍ بمصالح حلفائها الحاليين- تقبل مبدأ استقلال العرب ضمن الحدود التي وضعها شريف مكة". فوّض اللورد جراي ماكماهونَ بالتعهدِ بأنَّ المناطقَ -التي طلبها الشريف- هي موضوع تحفظٍ من قبل الحلفاء.

### الموقف العربي وقضية فلسطين
تمثل الموقف العربي في أنه لا يمكن اعتبار فلسطين [من المناطق المستثناة] لأنها تقع جنوب المناطق المذكورة [في خطاب ماكماهون]. جادل العرب خصوصاً بأن ولاية دمشق كانت غيرَ موجودةِ وأن تعبير مقاطعة دمشق عنى المنطقة المحيطة بالمدينة نفسها وحسب، وأن فلسطين كانت جزءاً من ولاية "سوريا الشام"، وهو ما لم يردْ ذكره أثناء تبادلِ الرسائل.

لحظ مؤيدو هذا التفسير كذلك أنه ألقيت أثناء الحرب آلاف المناشير بالطائرات خلال العام 1916 على كافة أنحاء فلسطين تحمل رسالةً من الشريف الحسين من جهةٍ ورسالةً أخرى من القيادة البريطانية على الجهة المقابلة من الورقة تبين أن اتفاقاً عربياً - إنجليزياً قد تمَّ، وجرى التأكيد على استقلال العرب، وهي قرينةٌ على أن بريطانيا اعتبرت سكانَ فلسطين معنييّن بهذا الأمر. كتبت لجنة العام 1939: 
وفي كتابه «تاريخ سوريا ولبنان تحت الانتداب الفرنسي» يذكر المستشرق الإنجليزي ستيفن همسلي لونغريغ صراحةً: «أما سناجق القدس ونابلس وعكا فإنها لم تستثنَ ولم يردْ ذكرها بالتالي في المراسلات، ولذا فإن العرب أصروا دائماً على أن هذا القسم من سوريا الجنوبية كان مشمولاً في وعد الاستقلال، وأن هذه الدعوى غير قابلةٍ للنقض فعلاً إذا مااستندنا إلى بنود النص... والواقع أن ماكماهون نفسه أعلن في العام 1939 أنه لم يقصد ذكرها.»

### الموقف البريطاني
وضع المؤرخ البريطاني أرنولد توينبي مذكرةً غيرَ مؤرَّخةٍ رُمز لها بـ"GT 6185" (من ضمن محموعة الوثائق "CAB 24/68/86") حول ما اتُّفق عليه مع العرب وذلك في تشرين الثاني/نوفمبر عام 1918 وقتما كان موظفاً في دائرة الاستخبارات السياسية بوزارة الخارجية البريطانية. أمر أيري كرو -وكيل الوزارة الدائم- وزارةَ الخارجية بوضع تلك المذكرات في ملف وزارة الخارجية من أجل مؤتمر السلام في باريس. بعد وصوله إلى باريس طلب الجنرال جان سموتز (بالإنجليزية: Smuts) تلخيص المذكرات فكتب توينبي الوثيقة "GT 6506" الملخص. والخرائط التي توضح ذلك هي GT6506A (الرمز الرسمي لها).
عُمِّمتِ الوثيقتان الأخيرتان تحت الرمز "EC.2201". شُكِّلتِ اللجنة الشرقية من قبل مجلس الوزراء البريطاني، واجتمعتِ تسع مراتٍ في تشرين الثاني/نوفمبر وكانون الأول/ديسمبر بغية وضع جملة قراراتٍ للسير على هديها أثناء المفاوضات في مؤتمر السلام، وفي اجتماعٍ لها في 5 كانون الأول/ديسمبر1918 برئاسة اللورد كرزون [وزير الخارجية] وحضور اللورد بلفور [وزير الخارجية السابق]، والجنرال جان سموتز، واللورد سيسيل، والجنرال السير هنري ويلسون رئيس هيئة الأركان العامة للإمبراطورية إضافةً إلى ممثلين عن وزارة الخارجية ووزارة الهند والأدميرالية ووزارة الحرب ووزارة الخزانة، وكان توماس لورنس حاضراً أيضاً. تداولتِ اللجنة مذكرة توينبي التي احتوت خريطةً تفصيليةً لموضوع المراسلات كانت تضم فلسطين مع الدولة العربية [المقترحة] مع أنها استثنت الساحل السوري وعدن و[جنوب] العراق منها، أي المناطق التي طلب الإنجليز استثناءها وتراوح جواب الحسين حولها ما بين الموافقة (عدن)، والتأجيل لما بعد الحرب (جنوب العراق)، والرفض (الساحل السوري).
في 21 تشرين الأول/أكتوبر 1918 طلب مجلس وزراء الحرب من سموتز أن يحضّر خطابَ السلام بشكلٍ مختصرٍ، وهو بدوره عهد إلى إيرل "هـ. ريتشاردز" بهذه المهمة. اختصر ريتشاردز وثيقة توينبي وقرارات اللجنة الشرقية في «المذكرة بي P-memo» كي تستخدم من قبل مفوضي مؤتمر السلام.
على الصعيد العام تعرض وزير الخارجية السابق آرثر بلفور لانتقاداتٍ في مجلس العموم عندما حرّك مندوبو الاشتراكيين الليبراليين، وحزب العمال قراراً فحواه «تجب مراجعة المعاهدات السرية مع الحكومات المتحالفة طالما أنها -في شكلها الحالي- لا تتوافق مع الهدف الذي من أجله دخلت هذه الدولة [المملكة المتحدة] الحرب، وعليه فهي تشكل حاجزاً أمام سلامٍ ديمقراطيٍّ.»
في وجه الانتقاداتِ المتزايدةِ الناجمةِ عن الالتزاماتِ التي تبدو متناقضةً -والتي تعهدت بها المملكة المتحدة في مراسلات الحسين - ماكماهون، واتفاقية سايكس - بيكو وتصريح بلفور- في وجه هذه الانتقادات تبنّى كتاب تشرشل الأبيض لعام 1922 أو "الكتاب الأبيض (1922)" الموقفَ الذي عُدّت بموجبه فيه فلسطينُ مستبعدةٌ من المنطقة العربية، ومع أن هذا كان يتعارض تعارضاً مباشراً مع العديد من الوثائق الحكومية السابقة، إلا أن هذه الوثائقَ لم تكُ معروفةً للجمهور. وفي جزءٍ من الإعداد لهذا الكتاب الأبيض تبادل السير جون شوكبورج من "مكتب الاستعمار البريطاني" [وزارة المستعمرات] المراسلاتِ مع ماكماهون. اعتُمدت مذكرةٌ من العام 1920 أعدها الرائد هوبرت يونغ الذي لاحظ أنه في النص العربي الأصلي للرسالة كانتِ الكلمة المترجَمة المقابلة لـ"مقاطعات" في اللغة الإنجليزية (بالإنجليزية: districts) هي "ولايات"، وهي أكبر تصنيفٍ إداريٍّ ضمن التصنيفاتِ الإداريةِ التي تقسم إليها الإمبراطورية العثمانية، وخلص إلى أن "منطقة دمشق" أشارت إلى "ولاية دمشق" التي كانت عاصمتها دمشق. امتدت هذه الولاية جنوباً حتى خليج العقبة ولم تك تضم الكثرة الكاثرة من فلسطينَ الحاليةِ.
وبينما ذكرت بعض الحكومات البريطانية أحياناً أن القصد من مراسلات ماكماهون لم يكنِ الوعدُ بفلسطين للحسين، فقد اعترفت -أحياناً أخر- بوجود مثالبَ في المصطلحات القانونية لمراسلات الحسين - ماكماهون والتي تجعل من هذا الموقفِ إشكالياً. جرى الاعتراف بنقاط الضعف في تفسير الحكومة في مذكرةٍ مفصَّلةٍ من قبل وزير الدولة للشؤون الخارجية في العام 1939 كما يلي:
«(1) حقيقة أن كلمة "مقاطعة" لا تنطبق فقط على دمشق والأخريات -مع أن قراءة "ولاية" قابلة للجدل على الأقل- ولكنها فيما سبق مباشرةً تنطبق على مرسين واسكندرونة أيضاً، ولا توجد ولايتان بهذين الاسمين... وسيكون من العسير القول بأن كلمة "مقاطعات" يمكن أن يكون لها معنيان مختلفان تماماً ضمن فضاء بضعة أسطر.

(2) حقيقة أن حمص وحماة لم تكونا عاصمتا ولايات، بل كانتا ضمن ولاية سوريا.

(3) حقيقة أن العنوان الحقيقي لـ"ولاية دمشق" هو "ولاية سوريا".

(4) [حقيقة] عدم وجود أرضٍ غرب ولاية حلب.

وخلص وزير [الشؤون] الخارجية إلى أنه "قد يكون من الممكن تقديم حججٍ مصمَّمَةٍ لشرح بعض هذه الصعوبات بشكلٍ إفراديٍّ (على الرغم من أن هذا لا ينطبق على الحالة (4))، غير أنه يصعب شرحها مجتمعةً معاً. لا تحتاج حكومة جلالته -بناءً على هذا الحسبان- إلى التبرؤِ تماماً من الحجة المضادة القائمة على معنى كلمة "مقاطعة" -والتي استُخدمت علناً لسنواتٍ عديدةٍ- فضلاً عن العيوب الأكثر وضوحاً التي لا يبدو أن الانتقاداتِ العربيةَ قد لحظتها إلى الآن.»
بيّنت لجنة أنشأها البريطانيون في العام 1939 لتبيان الحجج أن العديدَ من التعهداتِ جرى الالتزام بها أثناء الحرب وبعدها، وأنه يتوجب دراستها جميعها معاً. قدم الممثلون العرب إلى اللجنة مقولةً للسير مايكل ماكدونيل قال فيها إنه أياً يكنِ المعنى الذي انتواهُ ماكماهون فليس له أيُّ تبعاتٍ قانونيةٍ لأن مقولاتِهِ الفعليةَ هي التي شكلتِ التعهدَ من قبل حكومة جلالة الملك، وقال الممثلون العرب إن مكماهون كان يعمل بمنزلة وسيطٍ لوزير الدولة للشؤون الخارجية اللورد جراي. وإن اللورد جراي في حديثه أمام مجلس اللوردات في 27 آذار/مارس عام 1923 أعرب عن شكوكٍ جديةٍ لديه حول صحة تفسير الكتاب الأبيض للتعهدات التي كان وزير الخارجية قد قدّمها للشريف الحسين في العام 1915، واقترح الممثلون العرب أن البحث عن أدلةٍ في ملفات وزارة الخارجية ربما يوضح أكثرَ نيّات وزير الخارجية.

#### التأويلات البريطانية لفحوى المراسلات (16 - 1939)
| قائمة بأبرز التأويلات البريطانية لفحوى المراسلات (ما بين 1916 - 1939) والتي توضح تطور النقاش                                    | قائمة بأبرز التأويلات البريطانية لفحوى المراسلات (ما بين 1916 - 1939) والتي توضح تطور النقاش | قائمة بأبرز التأويلات البريطانية لفحوى المراسلات (ما بين 1916 - 1939) والتي توضح تطور النقاش |
| مصدر | النص | اقتباس |
| --- | --- | --- |
| "هنري ماكماهون" 26 تشرين الأول/أكتوبر عام 1915                                                                                  | مرسَل إلى وزير الخارجية البريطاني "إدوارد جراي" | "لقد كنت مؤكِّداً في التصريح بأن بريطانيا العظمى ستعترف بمبدأ الاستقلال العربي في المنطقة العربية البحتة... لكني كنت مؤكداً بالقدر نفسه في استبعاد مرسين والإسكندرونة وتلك المناطق الواقعة على السواحل الشمالية لسوريا، والتي لا يمكن أن يقال إنها عربية بحتة، وكذا الأمر حيث أفهم أن المصالح الفرنسية قد اعتُرف بها. لست على درايةٍ بمدى المطالب الفرنسية في سوريا، ولا إلى أي مدىً وافقت حكومة جلالة الملك على الاعتراف بها. ولذلك -وبينما جرى الاعتراف بمدن دمشق وحماة وحمص وحلب ضمن دائرة الدول العربية- فقد سعيت لتقديم ادعاءاتٍ فرنسيةٍ محتملةٍ بتلك الأماكن من خلال تعديلٍ عامٍّ بحيث يمكن لحكومة جلالة الملك أن تقدم فقط تأكيداتٍ فيما يتعلق بتلك الأراضي "التي يمكنها التصرف [فيها] دون الإضرار بمصالح حليفتها فرنسا". |
| "المكتب العربي" [مكنب الاسنخبارات البريطانية في القاهرة] إلى "هنري ماكماهون" 19 نيسان/أبريل عام 1916                            | مذكرة أرسلها هنري ماكماهون إلى وزارة الخارجية | فُسّرَت فلسطين على أنها مشمولة ضمن المنطقة العربية: "ما اتفق عليه -إذن- نيابةً عن بريطانيا العظمى هو: (أولاً) الاعتراف باستقلال تلك الأجزاء من المناطق الناطقة بالعربية، والتي يمكننا التصرف فيها بحريةٍ دونما إضرارٍ بمصالح فرنسا. مع مراعاة هذه التحفظات غير المحددة يُفهم أن المنطقة المذكورة محاطة بحوالَي خط العرض 37 شمالاً، شرقاً بالحدود الفارسية، جنوباً بالخليج العربي والمحيط الهندي، غرباً بالبحر الأحمر والبحر الأبيض المتوسط حتى حوالي خط العرض 33 [شمالاً]، وما وراء ذلك بخطٍ غيرِ محددٍ مرسومٍ ضمن الأراضي غرب دمشق وحمص وحماة وحلب: كل ما يقع بين هذا الخط الأخير [خط غربي المدن دمشق وحمص وحماة وحلب] والبحر الأبيض المتوسط -على أي حالٍ- محتجزٌ تماماً لترتيبٍ مستقبليٍّ مع الفرنسيين والعرب. |
| "مكتب الحرب" [وزارة الحربية] 1 تموز/يوليو عام 1916                                                                              | شريف مكة والحركة العربية | اعتمدت الاستنتاجات نفسها الواردة في مذكرة "المكتب العربي" الصادرة في نيسان/أبريل عام 1916 |
| "المكتب العربي" 29 تشرين الثاني/نوفمبر عام 1916                                                                                 | ملخص الوثائق التاريخية: رواية الحجاز الصاعدة | ضُمنت مذكرة نيسان/أبريل لعام 1916 |
| "أرنولد ج. توينبي"، الشؤون الخارجية - دائرة الاستخبارات السياسية تشرين الثاني/نوفمبر عام 1918 و 21 تشرين الثاني/نوفمبر عام 1918 | مجلس وزراء الحرب: مذكرة حول الالتزامات البريطانية للملك حسين "مجلس الحرب": مذكرة احترام التسوية بشأن تركيا وشبه الجزيرة العربية | "فيما يتعلق بفلسطين فإن حكومة جلالته ملتزمة برسالة السير هـ. ماكماهون إلى الشريف في الرابع والعشرين من تشرين الأول/أكتوبر عام 1915 لجهة إدراجها ضمن حدود الاستقلال العربي، لكنهم نصّوا على سياستهم فيما يتعلق بالأماكن المقدسة الفلسطينية والاستعمار الصهيوني في رسالتهم الموجهة إليه في الرابع من كانون الثاني/يناير عام 1918. "فلسطين (غرب الأردن).... (أ.) تعهدنا للملك حسين بأن هذه المنطقة ستكون "عربية" و"مستقلة". |
| "اللورد كُرزون" 5 كانون الأول/ديسمبر عام 1918                                                                                    | رئاسة اللجنة الشرقية في وزارة الحرب البريطانية | "أولاً: فيما يتعلق بوقائع القضية ترد التعهدات المختلفة في ورقة وزارة الخارجية [E.C. 2201] التي عمّمت، وأحتاج فقط إلى أن أشير إليها بأقصر الكلمات الممكنة. فيما يتعلق بتأثيرها على سوريا فهي كالتالي: أولاً كانت ثمة رسالة إلى الملك حسين من السير هنري ماكماهون في 24 تشرين الأول/أكتوبر عام 1915، والتي أكدنا فيها على أن الحجاز، [و]المنطقة الحمراء -التي نسميها عادةً بلاد ما بين النهرين-، [و]المنطقة البنية أو فلسطين، [و]جيب عكا - حيفا، [و]المناطق العربية الكبيرة (أ) و(ب)، وكامل شبه الجزيرة العربية وصولاً إلى عدن يجب أن تكون عربيةً ومستقلةً. "هذا هو الموقف الفلسطيني. إذا تعاملنا مع الالتزامات فهناك أولاً التعهد العام للحسين في تشرين الأول/أكتوبر عام 1915، والذي بموجبه أُدرجت فلسطين ضمن المناطق التي تعهدت بريطانيا العظمى بأنها يجب أن تكون عربيةً ومستقلةً في المستقبل... والمملكة المتحدة وفرنسا -وإيطاليا بالتبعية- ألزموا أنفسهم بإدارةٍ دوليةٍ لفلسطين بالتشاور مع روسيا التي كانت حليفاً في ذاك الوقت... أُدخلت سمةٌ جديدةٍ في القضية في تشرين الثاني/نوفمبر عام 1917 عندما أصدر السيد بلفور -بتفويضٍ من وزارة الحرب- تصريحه الشهير للصهاينة بأن فلسطين "يجب أن تكون الوطن القومي للشعب اليهودي، ولكن لا ينبغي فعل أي شيءٍ -وهذا بالطبع كان الشرط الأكثر أهميةً- للإضرار بالحقوق المدنية والدينية لغير الجاليات اليهودية في فلسطين. وهذه -على حد علمي- هي الارتباطات الفعلية الوحيدة التي انخرطنا فيها فيما يتعلق بفلسطين." |
| "هنري إيرلي ريتشاردز" كانون الثاني/يناير 1919                                                                                   | مؤتمر السلام: مذكرة بصدد فلسطين للجنة الشرقية في "مجلس الحرب البريطاني" قبل انعقاد مؤتمر باريس للسلام 1919 | "قُدِّم تعهدٌ عامٌّ للحسين في تشرين الأول/أكتوبر عام 1915 بأن بريطانيا العظمى مستعدة (مع استثناءاتٍ معينةٍ) للاعتراف باستقلال العرب وتأييده مع المناطق المدرجة بالقيود والحدود التي اقترحها شريف مكة، وكانت فلسطين من ضمن تلك الأراضي. اقتصر هذا التعهد على تلك الأجزاء من الأراضي التي كانت بريطانيا العظمى حرة التصرف فيها دون الإضرار بمصالح حليفتها فرنسا." |
| "جيلبرت كلايتون" 11 آذار/مارس 1919                                                                                              | مذكرة، 11 آذار/مارس 1919، أوراق لويد جورج F/205/3/9، مجلس اللوردات. | نحن ملتزمون بثلاث سياساتٍ مختلفةٍ في سوريا وفلسطين: أ) مرتبطون بمبادئ الاتفاقية الأنجلو-فرنسية لعام 1916 (اتفاقية سايكس-بيكو) حيث تخلينا عن أي ادعاءٍ بالسيطرة على سوريا. ب) اتفاقياتنا مع الملك حسين... [التي] تعهدت من قبلنا بدعم قيام دولةٍ عربيةٍ، أو كونفدرالية دولٍ لا يمكننا أن نستثنيَ منها الأجزاء العربية البحتة في سوريا وفلسطين. ج) لقد قدمنا بالتأكيد دعمنا لمبدأ إقامة وطنٍ لليهود في فلسطين، ومع أنَّ الخطوط الأولية العريضة للبرنامج الصهيوني قد تجاوزت -إلى حدٍّ كبير- المقترحاتِ المطروحةَ الآن أمام مؤتمر السلام، إلا أننا ما زلنا ملتزمين بقدرٍ كبيرٍ من دعم الصهيونية. أوضحت تجربة الأشهر القليلة الماضية أن هذه السياسات الثلاث غير متوافقةٍ..." |
| "آرثر بلفور" 19 آب/أغسطس 1919                                                                                                   | مذكرة السيد بلفور بصدد سوريا وفلسطين وبلاد ما بين النهرين | "في العام 1915 وعدنا العرب بالاستقلال، وكان الوعد غيرَ مقيدٍ، إلا فيما يتعلق ببعض التحفظات الإقليمية... في العام 1915 جرى تكليف شريف مكة بمهمة ترسيم الحدود، ولم توضع أية قيودٍ على سلطته التقديرية بهذا الشأن، باستثناء بعض التحفظات التي تهدف إلى حماية المصالح الفرنسية في غرب سوريا وقيليقيا." |
| "هوبرت يونغ" البريطاني من وزارة الخارجية 29 تشرين الثاني/نوفمبر عام 1920                                                        | مذكرة بشأن المفاوضات مع الحجاز حول فلسطين. كُتبت قبل وصول الأمير فيصل بن الحسين إلى لندن في الأول من كانون الأول/ديسمبر عام 1920. | فُسّرت الترجمة العربية على أنها تشير إلى ولاية دمشق. كانت هذه هي المرة الأولى التي تُطرح فيها حجة مفادها أن المراسلاتِ كانت تهدف إلى استبعاد فلسطين من المنطقة العربية. كتب قدوري: "... ولاية بيروت وسنجق القدس، لأن هذه الحجةَ -في الواقع- لم تكن قبل مذكرة يونغ في تشرين الثاني/نوفمبر عام 1920" "فيما يتعلق بفلسطين فإن التفسير الحرفي لتعهد السيد ماكماهون يستثني من المناطق التي كانت حكومة جلالته مستعدةً للاعتراف بـ"استقلال العرب" [فيها] فقط ذلك الجزء من منطقة الانتداب على فلسطين الذي يضم "شرق الأردن" (بالإنجليزية: Transjordan) والذي يقع إلى الغرب من "ولاية دمشق" (بالإنجليزية: district of Damascus)، وكانتِ الحدود الغربية لـ"ولاية دمشق" قبل الحرب عبارةً عن خطٍّ يقسم بحيرتي الحولة وطبريا، [و]مجرى نهر الأردن، [و]شطر البحر الميت، واتباع وادي عربة حتى خليج العقبة." |
| "إريك فوربس آدم" تشرين الأول/أكتوبر 1921                                                                                        | رسالة إلى جون إيفلين شوكبورج | "فيما يتعلق بصياغة الرسالة وحدها أعتقد أن كلاً من التفسيرات ممكن، لكنني شخصياً أرى أن سياق خطاب ماكماهون المحدد يُظهر أن ماكماهون (أ) لم يكن يفكر بشأن حدود الولاية وما إلى ذلك، و(ب) يعني -كما يقول هوغارث- مجرد الإشارة إلى المنطقة السورية وحيثما يرجح أن المصالح الفرنسية هي السائدة، وهذا لم يأتِ [على ذكر] جنوب لبنان... كان توينبي -الذي ذهب إلى [عاين] الأوراق- متأكداً تماماً من أن تفسيره للرسالة كان سليماً، وأعتقد أن رأيه كان مقبولاً -نوعاً ما- إلى أن كتب يونغ مذكرته." |
| "ديفيد جورج هوجارث" [رئيس المكتب العربي بالإنابة في القاهرة (16-1920)] 1921                                                     | حديث ألقاه عام 1921 | "... أن فلسطين كانت جزءاً من المنطقة التي تعهدنا بموجبها بالاعتراف باستقلال العرب" |
| "توماس لورنس" (لورنس الجزيرة العربية) شباط/فبراير 1922 (نُشر لأول مرة في العام 1926)                                             | السيرة الذاتية: "أعمدة الحكمة السبعة" (مذكرات لورنس عن الثورة العربية الكبرى) التي نشرت على نطاقٍ واسعٍ، وأشارت إلى اتهام لورنس للبريطانيين بأنهم تصرفوا بسوء نيةٍ. جرى تداول الكتاب على نطاقٍ واسعٍ ليس من خلال نصوصه وحسب، ولكن أيضاً بواسطة مسرحية "روس" لتيرينس راتيجان، وفيلم "لورنس العرب" [الذي أنتجته] شركة "بانافيجن تكنيكولور". | "اندلعتِ الثورة العربية بناءً على ذرائعَ كاذبةٍ. فللحصول على مساعدة الشريف عرضت حكومتنا -من خلال السير هنري ماكماهون- دعم إنشاء حكوماتٍ وطنيةٍ في أجزاءٍ من سوريا وبلاد ما بين النهرين "وبالحفاظ على مصالح حليفتنا فرنسا". أخفتِ العبارة الأخيرة المتواضعة معاهدةً (بقيت سريةً حتى فوات الأوان عن ماكماهون، وبالتالي عن الشريف) وافقت بموجبها فرنسا وإنجلترا وروسيا على ضم بعض هذه المناطق الموعودة، وتأسيس نطاقات نفوذٍ خاصةٍ بكل منها على الباقي جميعاً... وصلت إشاعات الغش إلى آذان العرب من تركيا. في الشرق كان الناس أكثر موثوقيةً من المؤسسات، لذلك طلب العرب مني كعميلٍ حرٍّ -بعدما خبروا صداقتي وإخلاصي تحت النيران- أن أؤيد وعود الحكومة البريطانية. لم تكن لدي أية معرفةٍ مسبقةٍ أو داخليةٍ بتعهدات ماكماهون ومعاهدة سايكس - بيكو -اللتين تم تأطيرهما من قبل فروع وزارة الخارجية في زمن الحرب- ولكن نظراً لأنني لم أكُ أحمقَ تماماً، فقد استطعت أن أدرك أننا إذا ما انتصرنا في الحرب فإن الوعود للعرب إن هي إلا ورقةٌ ميتةٌ. لو كنت مستشاراً أميناً لكنت أرسلت رجالي [المقاتلين العرب] إلى الوطن، ولما تركتهم يخاطرون بحياتهم في سبيل مثل هذه الأمور، لكن الإلهامَ العربيَّ كان أداتَنا الرئيسةَ في الانتصار في حرب الشرق، لذلك فقد أكدت لهم أن إنجلترا حافظت على كلمتها نصاً وروحاً. وبهذا الاطمئنان قاموا بأداء أعمالهم الرائعة، ولكن -طبعاً- بدلاً من أن أفتخر بما قمنا به معاً، كنت أشعر بالخجل المستمر والمرير."                                           |
| "ڤيكتور كاڤنديش" [دوق ديڤونشاير التاسع] من "المكتب الاستعماري" [وزارة المستعمرات] 17 شباط/فبراير 1922                           | مذكرة مجلس الوزراء البريطاني بشأن السياسة في فلسطين | "السؤال هو: هل كانت المنطقة المستبعدة تغطي فلسطين أم لا؟ أكدت الحكومة الراحلة أنها فعلت ذلك وأن نية استبعاد فلسطين كانت مفهومةً بوضوحٍ سواءً من قبل حكومة جلالة الملك أم من قبل الشريف في الوقت الذي جرت فيه المراسلات. وتؤيد وجهةَ النظر هذه حقيقة أننا في العام التالي (1916) أبرمنا اتفاقيةً مع الحكومتين الفرنسية والروسية تلقى بموجبها فلسطين معاملةً خاصةً على أساسٍ دوليٍّ. نقطة الضعف في هذه الحجة هي أنه بناءً على الصياغة الصارمة لرسالة السير ماكماهون يجب أن يكون المعنى الطبيعي لعبارة "غرب منطقة دمشق" مشدوداً -نوعاً ما- بهدف تغطية منطقةٍ تقع بشكلٍ كبيرٍ إلى الجنوب، مثلما هي إلى الغرب من مدينة دمشق." |
| "هنري ماكماهون" 12 آذار/مارس 1922 و 22 تموز/يوليو 1937                                                                          | رسالة إلى "جون إيفلين شوكبورج" (بالإنجليزية: Shuckburgh) في إطار الاستعداد لإصدار كتاب تشرشل الأبيض رسالة إلى صحيفة "التايمز" | "كانت نيتي استبعادَ فلسطين من المنطقة العربية المستقلة، وأملت أن أكون قد صغت الرسالةَ بطريقةٍ تجعلها واضحةً بما فيه الكفاية لجميع الأغراض العملية. كانت أسبابي التي دفعتني للاقتصار على ذكر دمشق وحماة وحمص وحلب في هذا الصدد في رسالتي هي: 1) أن هذه كانتِ الأماكنُ التي يوليها العرب أهميةً حيويةً، و 2) لم يكُ ثمة مكانٌ يمكن أن أفكرَ فيه -وقتئذٍ- له أهميةٌ كافيةٌ لأغراض التحديد أبعدَ إلى الجنوب مما سبق [ذكره]. بقدر ما كانت نيتي في استبعاد فلسطين تماماً، بقدر ما كانت في استبعاد المناطق الساحلية الشمالية من سوريا." |
| "إدوارد جراي" 22 آذار/مارس 1922                                                                                                 | مناظرة في مجلس اللوردات. كان الڤيسكونت إدوارد جراي وزير الدولة للشؤون الخارجية وشؤون الكومنولث في عام 1915 عندما كتبت المراسلات | "لا أقترح الخوض في مسألة ما إذا كانت الارتباطات غير متسقةٍ مع بعضها بعضاً، لكنني أعتقد أن من المحتمل للغاية وجود تناقضاتٍ ... عدد كبير من هذه الارتباطات، أو بعضها -والذي لم يعلن عنه رسمياً من قبل الحكومة- نشر من خلال مصادرَ أخرى. لا أعرف ما إذا كان جميعها أصبح علنياً، ولكن أقترح بجديةٍ على الحكومة أن أفضل طريقةٍ لتبرئة شرفنا في هذا الأمر هو في نشر جميع الارتباطات المتعلقة بالموضوع الذي انخرطنا فيه أثناء الحرب... نظرت إلى [وعد بلفور] بدرجةٍ معينةٍ من المشاعر والتعاطف. لا أتحدث انطلاقاً من أي تحيزٍ فيما يتعلق بهذا الأمر، ولكني بالفعل أرى أن الوضع صعب للغاية عندما يقارن بالتعهدات التي -بلا شكٍّ- قد أعطيت للعرب. من المرغوب فيه جداً -من وجهة نظر الشرف- أن هذه التعهدات المختلفة جميعها يجب أن توضع جنباً إلى جنبٍ، ومن ثَم أعتقد أن الأمر الأكثر تبجيلاً هو النظر إليها بعدلٍ، ومعرفة التناقضات الموجودة بينها -مع الأخذ بالاعتبار طبيعة كل تعهدٍ وتاريخ تقديمه- والتفكبر -مع الحقائق المعروضة أمامنا كلِّها- في الأمر المنصف الذي يتوجب القيام به." |
| "ڤيكتور كاڤنديش" [دوق ديڤونشاير التاسع] من "المكتب الاستعماري" [وزارة المستعمرات] 22 آذار/مارس 1922                             | يوميات دوق ديڤونشاير التاسع، تشاتسوورث MSS | "توقعوا أننا سنضطر إلى نشر أوراقٍ حول التعهدات للعرب. إنها غير متناسقةٍ بالمرة، ولكن -لحسن الحظ- إن أسلافنا هم الذين منحوها." "أشعر أنه من واجبي أن أصرح -وأنا أقوم بذلك بشكلٍ قاطعٍ وحازمٍ- بأنني لم أنوِ إعطاء هذا التعهد للملك حسين بإدراج فلسطين في المنطقة الموعودةِ بالاستقلال العربي، كما كانت لدي جميع الأسباب لكي أعتقدَ -وقتذاك- أن حقيقة أن فلسطين لم تكُ مُتضمَّنةً في تعهدي كانت مفهومةً جيداً من قبل الملك حسين." |
| "جيلبرت كلايتون" 12 نيسان/أبريل 1922                                                                                            | ملاحظةٌ غيرُ رسميةٍ أعطيت لـهربرت صموئيل (ڤيسكونت صموئيل الأول)، وصفها صموئيل في العام 1937 بعد ثماني سنوات من وفاة كلايتون | "يمكنني أن أتحمل القول بأنه لم تكن هناك نية على الإطلاق لإدراج فلسطين في التعهد العام المقدم إلى الشريف، لقد جرى التفكير في الكلمات التمهيدية لرسالة السير هنري في ذلك الوقت -ربما بشكلٍ خاطئٍ- لتغطية تلك النقطة بوضوح." صرح "صموئيل" في مجلس اللوردات عام 1937: "عندما تحدثت إليه عن خطاب اللورد جراي قلت إنني أرغب في الكتابة إليه حول هذا الموضوع، وقال إن بمكنته إخباري بالحقائق التي أستطيع إيصالها إلى اللورد جراي. وقد أعطاني -بشكلٍ غير رسميٍّ- هذه الملاحظة بتاريخ 12 نيسان/أبريل 1923" |
| "ونستون تشرشل" 3 حزيران/يونيو 1922 و11 تموز/يوليو 1922                                                                          | الكتاب الأبيض (1922) في أعقاب التجاوب مع ثورة يافا في العام 1921 مجلس العموم البريطاني | "في المقام الأول ليستِ القضية كما قدمها الوفد العربي بأن حكومة جلالته أعطت خلال الحرب التزاماً بإقامة حكومةٍ وطنيةٍ مستقلةٍ في فلسطينَ على الفور. يستند هذا التقديم استناداً أساسياً إلى رسالةٍ مؤرخةٍ في 24 تشرين الأول/أكتوبر 1915 من السير هنري ماكماهون -المفوض السامي لصاحب الجلالة في مصر- إلى شريف مكة -ملك مملكة الحجاز الآن-. هذه الرسالة نقلت وعداً لشريف مكة بالاعتراف باستقلال العرب وتأييده في الأراضي التي اقترحها. لكن هذا الوعد أعطيَ خاضعاً لتحفظٍ في الرسالة نفسها، وقد استبعدَ من نطاقه -من بين مناطقَ أخرَ- أجزاءَ سوريا الواقعةِ إلى الغرب من مقاطعة دمشق. لطالما اعتبرت حكومة جلالته أن هذا التحفظ يشمل ولاية بيروت وسنجق القدس المستقل [متصرفية القدس الشريف]، وبذلك استُبعد كامل فلسطين غربي نهر الأردن من تعهد السير هنري ماكماهون". "لطالما اعتبرت حكومة جلالته، ولا تزال تعتبر فلسطينَ مستثناةً بموجب هذه الشروط من نطاق تعهدها. وهذا واضح من الحقيقة التي يشير إليها السيد العضو، أنهم أبرموا اتفاقاً في العام التالي مع كلتا الحكومتين الفرنسية والروسية، والتي كان مقرراً أن تلقى فلسطين في ظله معاملةً خاصةً... لن يكونَ من المصلحة العامة نشر إحدى أو جميع الوثائق التي تتضمن المراسلات الطويلة وغير الحاسمة التي جرت مع شريف مكة في [عامي] 1915-1916". |
| "جون ديكسون-بويندر" (اللورد إيسلينجتون) 27 آذار/مارس 1923                                                                       | مناقشة في مجلس اللوردات | "ادّعتِ الحكومة البريطانية استبعاد الأجزاء الشمالية من سوريا من التعهد بالاستقلال... وقد وُصفت بأنها تلك المنطقة الواقعة إلى الغرب من خطٍّ [يمتد] من مدينة دمشق... حتى مرسين... وعليه فإن كل ما تبقى من الأراضي العربية سيخضع للتعهد... في العام الماضي ولّد السيد تشرشل -وببراعةٍ كبيرةٍ- (وهو عندما يكون في وضعٍ صعبٍ يكون سيداً بلا شك) وصفاً جديداً كلياً لهذا السطر." |
| "ستانلي بَكماستر" (ڤيكونت بكماستر الأول، اللورد بكماستر) 27 آذار/مارس 1923                                                       | مناقشة في مجلس اللوردات، كان بكماستر السيد المستشار في العام 1915 عندما كُتبت الرسائل، وقد صوَّت ضد الكتاب الأبيض لعام 1922 في مجلس اللوردات. | تُظهر هذه الوثائق أنه بعد مراسلاتٍ تفصيليةٍ طلب فيها الملك حسين بشكلٍ خاصٍّ أن يكون موقفه واضحاً ومحدداً حتى لا يكون هناك أي احتمالٍ لظهور أدنى لبسٍ حول المكان الذي يقف فيه منذ تلك اللحظة، وقد جرى التأكيد له أنه ضمن خطٍّ يمتد شمالاً من دمشق عبر أماكنَ محددةٍ -وهو خط يمتد على وجه التقريب من الجنوب شمالاً وإلى الغرب- يجب أن يكون هو المنطقة التي ينبغي أن يستثنيها من استقلالهم، ويكون الباقي لهم. |
| "سيدني ويب"، (بارون باسفيلد الأول، اللورد باسفيلد)، "وزير الدولة لشؤون المستعمرات" 25 تموز/يوليو 1930                           | مذكرة إلى مجلس الوزراء: "فلسطين: مراسلات ماكماهون" | "إن مسألة ما إذا كانت فلسطين قد أُدرجت ضمن حدود الدولة العربية المقترحة هي في حد ذاتها مسألة معقدة للغاية. من خلال فحص حجج السيد تشايلدز الممكنة توصلت إلى حكمٍ مفاده أن هناك حجة عادلة للقول إن السير هـ. ماكماهون لم يُلزم حكومة جلالته بهذا المعنى، لكنني توصلت أيضاً إلى استنتاجٍ مفاده أنه ثمة الكثير مما يمكن قوله على كلا الجانبين، والأمر يتعلق بالحكم النهائي للمؤرخ، وليس بإمكان أحدٍ فيه صوغ عبارةٍ بسيطةٍ وواضحةٍ ومقنعةٍ." |
| "دروموند شيلز"، (وكيل وزارة الدولة لشؤون المستعمرات) 1 آب/أغسطس 1930                                                            | مناقشة في مجلس العموم | تأثرت حكومة جلالته بالشعور الذي ظهر في مجلس العموم في مناسباتٍ مختلفةٍ، ولا سيما في النقاش حول التأجيل في 7 أيار/مايو، وفيما يتعلق بالمراسلات التي جرت في عامي 1915-1916 بين السير هنري ماكماهون والشريف حسين شريف مكة. اعتقدوا لذلك أنه من الضروري إعادة النظر في هذا التطابق بالكامل في ضوء تاريخ الفترة والتأويلات التي وضعت لها. لا تزال ثمة أسباب وجيهة غير مرتبطةٍ تماماً بقضية فلسطين تجعل نشر المراسلات أمراً غير مرغوبٍ فيه إلى أقصى حد للصالح العام. وربما يُتوقع أن تحتفظ هذه الأسباب بوجاهتها لسنواتٍ عديدةٍ قادمةٍ. لا توجد أسباب كافية للاعتقاد بأن حكومة جلالة الملك -من خلال هذه المراسلات- كانت تعتزم أن تتعهد -أو تعهدت في الواقع- بإدراج فلسطين في الدولة العربية المخطط لها. ماكماهون نفسه نفى أن هذه كانت نيته. ربما تكون الطبيعة الغامضة وغير الحاسمة للمراسلات قد تركت انطباعاً لدى أولئك الذين كانوا على درايةٍ بالمراسلات بأن حكومة جلالته كانت لديها نية من هذا القبيل. |
| "دبليو. ج. تشايلدز" (وزارة الخارجية والكومنولث البريطانية) 24 تشرين الأول/أكتوبر 1930                                           | مذكرة حول استبعاد فلسطين من المنطقة المخصصة للاستقلال العربي بموجب مراسلات الحسين - ماكماهون (1915-1916) | فسر فلسطين على أنها مستبعدة من المنطقة العربية: < br> "... يجب أن تؤخذ مصالح فرنسا المحفوظة في فلسطين على أنها ممثلة في أصول المطالبة الفرنسية بحيازة فلسطين بأكملها. وبناءً عليه فإن التحفظ العام للمصالح الفرنسية يكفي في حد ذاته لاستبعاد فلسطين من المنطقة العربية." |
| "ريجينالد كوبلاند"، (مفوض في اللجنة الملكية الفلسطينية) 5 أيار/مايو 1937                                                        | شرح لوزارة الخارجية بخصوص امتناع المفوضية عن التصويت | سبب عدم نية اللجنة النطق بتعهد السير هـ. ماكماهون هو أن تقريرهم كان بالإجماع في جميع الأمور الأخرى، ولكن حول هذه النقطة سيكون من غير المرجح أن يثبت بالإجماع |
| "جورج ويليام رِندل"، (رئيس الدائرة الشرقية بوزارة الخارجية والكومنولث) 26 تموز/يوليو 1937                                        | دقيقة للتعليق على خطاب ماكماهون في 23 تموز/يوليو 1937 | "لقد كان انطباعي من قراءة المراسلات دائماً أنه يوسّع تفسيرَ تحذيرِنا إلى نقطة الانهيار تقريباً، ليقول إننا بالتأكيد لم ندرج فلسطين، والإجابة المختصرة هي أننا إذا لم نرغب في تضمين فلسطين، فلربما قلنا ذلك في عباراتٍ بدلاً من الإشارة إشارةً غامضةً إلى مناطقَ غرب دمشقَ، وإلى ترتيباتٍ غامضةٍ للغاية مع الفرنسيين والتي توقفت -على أي حالٍ- عن العمل بعد ذلك بوقتٍ قصير... سيكون من الأفضل بكثيرٍ التعرف والإقرار بأن حكومة جلالة الملك ارتكبت خطأً وقدمت وعوداً متناقضةً تناقضاً قاطعاً - والذي هو الواقع بالطبع." |
| "إدوارد وود" (إيرل هاليفاكس الأول، اللورد هاليفاكس، وزير الخارجية والكومنولث) في كانون الأول/يناير 1939                         | مذكرة حول فلسطين: الحجج القانونية التي من المرجح أن يتقدم بها الممثلون العرب | * (1) حقيقة أن كلمة "مقاطعة" لا تنطبق فقط على دمشق والأخريات -مع أن قراءة "ولاية" قابلة للجدل على الأقل- ولكنها فيما سبق مباشرةً تنطبق على مرسين واسكندرونة أيضاً، إذ لا توجد ولايات بهذه الأسماء... وسيكون من العسير القول بأن كلمة "مقاطعات" يمكن أن يكون لها معنيان مختلفان تماماً ضمن فضاء بضعة أسطر. - (2) حقيقة أن حمص وحماة لم تكونا عاصمتا ولايات، بل كانتا ضمن ولاية سوريا. - (3) حقيقة أن الاسم الحقيقي لـ"ولاية دمشق" كان "ولاية سوريا". - (4) [حقيقة] عدم وجود أرضٍ غرب ولاية حلب. وخلص وزير الخارجية إلى أنه "قد يكون من الممكن تقديم حججٍ مصمَّمَةٍ لشرح بعض هذه الصعوبات بشكلٍ إفراديٍّ (مع أن هذا لا ينطبق على الحالة (4))، غير أنه يصعب شرحها مجتمعةً معاً. لا تحتاج حكومة جلالته -بناءً على هذا الحسبان- إلى التبرؤِ تماماً من الحجة المضادة القائمة على معنى كلمة "مقاطعة" -والتي جرى استخدامها علناً لسنواتٍ عديدةٍ- فضلاً عن العيوب الأكثر وضوحاً التي لا يبدو أن الانتقاد العربي قد لحظها إلى الآن. |
| "لجنة مُشكّلة للنظر في مراسلاتٍ معينةٍ" 16 آذار/مارس 1939                                                                           | شكلت اللجنة استعداداً لإصدار الكتاب الأبيض لعام 1939 | "إنه من خارج نطاق [عمل] اللجنة إبداء رأيٍ بشأن التفسير الصحيح لمختلف البيانات المذكورة في الفقرة 19، ولا يمكن التعبير عن هذا الرأي تعبيراً صحيحاً بأي حالٍ من الأحوال ما لم يجرِ النظر أيضاً في عددٍ من البيانات الأخرى التي وضعت أثناء الحرب وبعدها. وبرأي اللجنة إنه من الواضح -مع ذلك- من هذه البيانات أن حكومة جلالة الملك لم تكُ حرةً في التصرف في فلسطين دونما مراعاةٍ لرغبات سكان فلسطين ومصالحهم، ويجب أخذ جميع هذه البيانات بالاعتبار في أي محاولةٍ لتقدير المسؤوليات -التي تكبدتها حكومة جلالة الملك بناءً على أي تفسيرٍ للمراسلات- اتجاه هؤلاء السكان." |

## الهوامش
1. ↑  كتب إيلي قدوري: «إن نشأة مراسلات ماكماهون-حسين والتفسيرات الرسمية اللاحقة لها ضروريةٌ لفهم جانبٍ كبيرٍ من التاريخ الدبلوماسي للشرق الأوسط أثناء الحرب العالمية الأولى وبعدها، بالإضافة إلى النزاع حول فلسطين في عشرينات القرن الماضي وثلاثيناته.» (انظر: قدوري: المتاهة الإنجليزية-العربية؛ مراسلات ماكماهون-الحسين وتأويلاتها 1914-1939، ص. xiii)
2. ↑  البروفيسور يوجين روغان مؤرخ مختص في تاريخ الشرق الأوسط الحديث خريج جامعني هارفارد وكولومبيا. مدرس في جامعة كامبردج.
3. ↑  «وصف أنطونيوس هذا على النحو التالي قي كتابه «يقظة العرب» الذي ألّفه باللغة الإنجليزية: "في الواقع فإن مصطلحات مراسلات ماكماهون معروفة في جميع أنحاء العالم العربي. وقد نُشرت مقتطفات من وقتٍ لآخرَ رسمياً في مكة المكرمة من قبل الشريف حسين نفسه، وظهر العديد من الملاحظاتِ حرفياً وبالكامل في الكتب والصحف العربية. إنه متاح لأي أحدٍ لديه معرفة باللغة العربية، ويمكنه الوصول إلى ملفات الصحف العربية البائدة لتجميع ملاحظات ماكماهون بأكملها معاً، وهذا هو العمل الذي قمت به خلال أربع سنواتٍ من السفر والبحث من القاهرة إلى بغدادٍ، ومن حلبَ إلى جدة.»
4. ↑  كان ذلك قبل دخول الدولة العثمانية الحرب، وربما كان إعلاماً بفرض التعبئة العامة في 2 آب/أغسطس.
5. ↑  عيّنه السلطان عبد الحميد الثاني على إمارة مكة المكرمة في أول تشرين الأول/نوفمبر عام 1908، كما أصدر فرماناً بمنحه رتبة الوزارة، واختير ابناه عبد الله وفيصل عضوين في مجلس المبعوثان، درجَ النظام الإداري العثماني على تعيبن والٍ على الحجاز عامةَ وحكاماً على المدن الأخرى، ولكنه أبقى على إمرة البيت الحرام تحت اسم شرافة مكة المكرمة لأحد الأعيان من أسرة الأشراف من آل البيت.
6. ↑  إثر اغتيال ولي العهد النمساوي في 28 حزيران/يونيو في سراييفو على يد منظمة "اليد السوداء" الصربية المتظرفة أعلنتِ النمسا-المجر الحربَ على صربيا مع قصف بلغراد في 28 تموز/يوليو، وأعلنت روسيا تعبئةً جزئيةً (في المناطق الحدودية فقط) يوم 29 تموز/يوليو، ثم التعبئةَ العامةَ في 30 منه، فأعلنت كل من ألمانيا والنمسا-المجر التعبئة العامة في 31 منه، وعقبت ألمانيا بأن أنذرت روسيا لتسريح جيشها خلال ثنتي عشرة ساعةً، فلما لم تستجبْ أعلنت الحربَ عليها في الأول من آب/أغسطس 1914. ورداً على إعلانٍ بالحرب على فرنسا من قبل ألمانيا في 3 آب/أغسطس أعلن الفرنسيون بالمقابل الحرب على ألمانيا في 4 منه، وتبعهم البريطانيون في اليوم نفسه رداً على رفض الألمان الالتزام بالإبقاء على حياد بلجيكا، وفي 12 منه أعلنتِ الدولتان الحرب على النمسا-المجر التي سبق لها إعلان الحرب على روسيا في 6 منه.

قام سعيد حليم باشا الصدر الأعظم ناظر الخارجية -وكان يفضل الحياد- وطلعة باشا ناظر الداخلية وبزعامة أنور باشا ناظر الحربية رئيس هيئة أركان الجيوش العثمانية في 2 آب/أغسطس 1914 -ودونما إبلاغ حكومتهم- بتوقيع معاهدة تحالفٍ سريةٍ مع ألمانيا لا تلتزم فيها الدولة بعملٍ عسكري إلا إذا هاجمت روسيا النمسا-المجر، وكان من بنودها أن يعلن السلطان -بصفته خليفة المسلمين- الجهاد ضد الحلفاء إذا اعتزمتِ الدولة القيام بعملٍ حربي، مع أن أحمد جمال باشا وزير البحرية (1914) -الذي عرف لاحقاً بالسفاح، والذي لم يُدعَ إلى الاتفاق- ريما كان يفضل التحالف مع بريطانيا. في اليوم ذاتِهِ أعلِنت الحكومةُ العثمانيةُ التعبئةَ العامةَ، بينما أخبر الصدرُ الأعظمُ الإنجليزَ بأن الدولة ستبقى على الحياد (أعلنت الأستانة رسمياً الحياد في 3 آب/أغسطس). في 28 أيلول/سبتمبر تعلن الحكومة العثمانيةُ إغلاق المضائق أمام الشحن التجاري الدولي في خرقٍ لاتفاق لندن لعام 1841 بما يعنيه هذا من حصارٍ اقتصاديٍّ لروسيا وقطعٍ لمواصلاتها عبر المضائق. في 31 تشرين الأول/أكتوبر 1914 يعلن العثمانيون الحربَ رسمياً على روسيا التي ردت بالمثل في الأول من تشرين الثاني/نوفمبر وتبعتها فرنسا وبريظانيا في الخامس منه، وفي 13 منه يعلن السلطان "محمد الخامس" -الضعيف أمام الاتحاديين- الجهاد ضد الأعداء، ويطالب بصفته خليفةً جميع المسلمين ممن هم تحت الاحتلال الإنجليزي والفرنسي والروسي بإعلان الجهاد ضد الكفار.
7. ↑  كان الشريف الحسين من طبيعةٍ محافظةٍ، كما أن مساق الأحداث كان يدفعه للوقوف إلى جانب النظام العثماني متمثلاً بالخليفة ضد أعضاء جمعية الاتحاد والترقي الشباب العلمانيين المتعصبين للقومية الطورانية والذين مثلوا تهديداً لهذا النظام القائم منذ خمسة قرونٍ ليس فقط بسياستهم الداخلية المتمركزة حول التتريك والطورانية، ولكن كذلك بسياستهم الخارجية الخرقاء، فخلال الفترة (08-1914) كانتِ الِدولة قد خسرت معظم أراضيها الأوربية؛ بلغاريا (الروملي الشرقية)، وألبانيا، وكريت، والبوسنة-الهرسك، ومقدونيا إضافةً إلى ليبيا. وخاضت حربين في البلقان كان الجنود العثمانيون فيهما يوصفون بأنهم يتهاوون كأوراق الخريف. زاد الطينَ بلةً أن السلطان محمداً الخامس (حكم 1909 - 3 / 7 /1918) خليفة عبد الحميد الثاني (حكم 1876 - 27 /4 /1909) كان ضعبفاً مسايراً للاتحاديين.
8. ↑  ولا عجب بعد هذا أن يكتب فرومكين أن ماكماهون «غلب عليه التردد»، وأن رجال كتشنر؛ هاملتون قائد حملة جاليبولي، وكلايتون رئيس الاستخبارات في مصر والسودان، وستورس السكرتير الشرقي في السفارة في القاهرة هم من حثّوا لندنَ في اتجاه المفاوضات مع العرب. (انظر: فرومكين: سلام ما بعده سلام، ص. 200، نقلاً عن إيلي قدوري: "رواية شاثام هاوس ودراسات شرق أوسطية أخرى").
9. ↑  وهو يُرجع في مذكراته الفضلَ لنفسه في طرح فكرة تشجيع الشريف على الثورة، لكن الحقيقة أن الأمر كان يدور بخلَدِ الدوائر البريطانية من قبل، فقد كان رِجينالد وينجت (الإنجليزية: Reginald Wingate) -حاكم السودان (1899-1916) والمندوب السامي البريطاني في مصر (17-1919)- يعتقد بإمكانية الشريف الحسين تقديم دعمٍ عسكريٍّ يمكن أن يفيد بريطانيا، وكان جلبرت كلايتون رئيس الاستخبارات البريطانبة في مصر والسودان يحث لندن على دعم الثورة العربية، على الرغم من أن كيتشنر كان يرى في الشريف نفوذاً روحياً فقط (انظر: فرومكين: سلام ما بعده سلام، ص. 185)، لكن ستورس -الذي كان من أبرز الداعمين للمفاوضات مع العرب- أرسل إلى كتشنر في عيد الميلاد من عام 1914 يقول: "أرجو المعذرة لإزعاجكم بهذه المصاعب، ولكن لو عرفتم ما لقيناه -كلايتون وأنا- من عنتٍ طوال الخريف الماضي لكي نجعل سير ملني [القائم بمهام المندوب السامي في مصر بعد كتشنر حتى تعيين ماكماهون] يتقدم بأي اقتراحٍ أو يُبدي أي اهتمامٍ في المسألة العربية لفهمتم سبب قلقنا. (فرومكين: سلام ما بعده سلام، ص 203).
10. ↑  عضو حكومة هربرت هنري أسكويث حتى كانون الأول/ديسمبر من العام 1916 عندما خلفه آرثر بلفور في حكومة ديفيد لويد جورج إلى نهاية الحرب.
11. ↑  وصف ماريان كينت ذلك على النحو التالي: «تحت وطأة مثل هذه السلطات والحجج لم يعترض جراي على السماح بالتزامٍ بريطانيٍّ أكثرَ دقةً، وأذن لماكماهون بإعطاء ضماناتٍ وديةٍ «على غرار ما اقترحه» ما لم تكن ثمة حاجة إلى أمرٍ أكثرَ دقةً. وفي هذه الحالة يمكنك إعطاؤها... ... فيما يتعلق بمسألة ما إذا كان ماكماهون قد تجاوز سلطته أم لا ينبغي الاستنتاج أنه على الرغم من أن رسالته المؤرخة في 24 تشرين الأول/أكتوبر قد ألزمت بريطانيا بقدرٍ أكبرَ من التفاصيل، إلا أن هذا أثار قلق وزارة الخارجية فقط لأنها باتتِ الآن مُلزَمةً باحترام تعهداتها، وليس لأنه أسيءَ تفسيرُها بأي شكلٍ من الأشكال. لم يقمْ ماكماهون في أي مرحلةٍ أخرى بإبلاغ الشريف بأي شيءٍ أكثرَ من ذلك والذي من أجله طلب صراحةً سلطة وزارة الخارجية، ولقد أُذن له بها... في الملاذ الأخير يتعين على وزارةِ الخارجيةِ ووزيرِها إدوارد جراي -وبدرجةٍ أقلَّ- رئيسِها الدائمِ غير السياسي نيكولسون [الأمين العام للوزارة، وهو منصب يعد تكنوقراطياً أكثرَ منه دبلوماسياً] أن يتحملا مسؤولية السياسة التي يجري تنفيذها باسمهما. والاستنتاج الذي يتوجب استخلاصه هو أن القيادة كانت ضعيفةً في هذه القضية. ترك جراي نفسه يتأرجح ضد حكمه الأفضل، وأن يتأثر بالأحداث التي بذل القليل من الجهد للسيطرة عليها أو تعديلها. لقد كان -وكما أظهرت مناقشات لجنة الحرب في 23 آذار/مارس 1916- ليس بأقلَّ من زملائه هُزءاً من الترتيبات التي سمحت إدارتُه لنفسها بالالتزام بها من خلال التفاوض. والأسوأ من ذلك أنه لم يفهمها فهماً صحيحاً كما يعترف محضره الصادر في حزيران/يونيو 1916 في تعليقه على التعهدات البريطانية في بلاد ما بين النهرين، والتي لم يكن لديه «رأي واضح» بشأنها.»
12. ↑  الخطاب موجه رداً على ما اعتبره هاردينج إهمال مصالح حكومة الهند في المراسلات.
وتشارلز هاردينج أحد أبرز المختصين الإنجليز في السياسة الخارجية، عمل سابقاً سفيراً في باريس وأميناً عاماً لوزارة الخارجية قبلما يقدم الهند نائباً للملك، وكان من رؤاه أن تحتل حكومة الهند البريطانية العراقَ وتضمَّه، كما رفض مطلقاً أيَّ فكرةٍ عن استقلالٍ للعرب من أي نوعٍ كان، وكتب: «يبدو أن [مارك] سايكس غير قادرٍ على استيعاب حقيقة أن في تركيا أجزاءً غيرُ مؤهلةٍ للمؤسسات التمثيلية» (يُقصد بالمؤسسات التمثيلية: المجالس المنتخَبة الممثِّلة للشعب) (فرومكين: ص.191).
يُذكرُ أن ماكماهون كان موظفاً في الهند قبل مقدمه إلى مصر، وقد استشهد بالخطاب كل من قدوري، وليشاوت. (مقتبس من "أوراق هاردينج"، المجلد: 94، انظر: قدوري: 2014، ص. 120، وليشاوت: 2016، ص. 88). (كذلك: سلام ما بعده سلام: فرومكين، ص.ص. 208-209).
13. ↑  غيرَ ناسٍ أن يسجل "موقفاً أخلاقياً" أمام حكومته في خاتمة فقرته، علماً أن العرب أوفوا بعهودهم ولم يعملوا على مساعدة العدو.
14. ↑  يصف المنشور البريطاني في العام 1939 الرسالة بأنها من حسين إلى ماكماهون، ولكن مع حاشيةٍ تنص على التالي: «غير مؤرخةٍ وغير موقعةٍ، ولكنها مرفقة مع رسالةٍ شخصيةٍ غير موقعةٍ بتاريخ 2 رمضان 1333 (14 تموز/يوليو 1915) من الشريف إلى السيد ستورس». (انظر: "ماكماهون وبن علي": 1939، ص. 3).
ويشير قدوري إلى أن «الرسالة الأولى في المراسلات وردت من مكة، ولكنها لم تكن مكتوبةً من قبل حسين ولم تكن موجهةً إلى ماكماهون، تاريخها 14 تموز/يوليو 1915 واستلمت في مصر في 18 آب/أغسطس، وكانت موجهةً إلى رونالد ستورس السكرتير الشرقي البريطاني في القاهرة، وهي من عبد الله الابن الثاني للشريف». (انظر: قدوري: 2014، ص. 4).
15. ↑  اللقب الإنجليزي الذي لحق بلورنس كان (الإنجليزية: Lawrence of Arabia) "لورنس الجزيرة العربية"، وهو عنوان الفيلم السينمائي الأمريكي الذي أنتج عام 1962 عنه، لكنه شاع، أو أشيع، في العالم العربي باسم "لورنس العرب". وتوماس إدوارد لورنس مستشرق بريطاني خدم في الحرب ضابطاً متطوعاً في الاستخبارات، ونظراً لخدمته السابقة في الشرق الأدنى، ومعرفته باللغة العربية، ومعرفة هوجارث به من سابق زمالتهما في العمل بمتحف أشموليان في أكسفورد، فقد انتدبه هوجارث -المسؤول عن «المكتب العربي»- للعمل عميلاً في ذلك المكتب بالقاهرة، ثم أُرسل -برفقة ستورس في المرة الأولى الذي قدمه إلى الشريف- بمهمة إدارة العلاقات مع السلطة الشريفية ليقيمَ في الحجاز ضابطَ ارتباطٍ ويرافقَ الجيشَ العربيَّ في مسيره نحو الشام (16-1918). اعتمد على تدريب رجال القبائل على أسلوب الكر والفر وحرب العصابات. اًهم إنجازاته في تلك الحملة احتلال العقبة عام 1917، وتدمير الخط الحديدي الحجازي مع أن ذلك لم يؤدِّ إلى سقوط حامية المدينة المنورة العثمانية التي بقيت مُحاصَرةً فيها بقيادة الفريق فخري باشا من قبل قوات الثورة بقيادة الشريف علي ابن الحسين حتى إعلان هدنة مودروس مع الدولة العثمانية. عمل مستشاراً للأمير فيصل ابن الحسين، وساهم بفعاليةٍ في تسويق صورته حليفاً يُعتمد عليه في مؤتمر السلام في باريس وما بعد، ما أدى ببريطانيا لعرض عرش العراق عليه من بعد. لكنه فشل في إقناع الحسين ابن علي بتوقيع معاهدةٍ ثنائيةٍ مع الإنجليز تقبل بالوجود الفرنسي في سوريا ولبنان، وبتصريح بلفور. (انظر: أعمدة الحكمة السبعة، توماس لورنس، 1926.)
16. ↑  وهو فرع الاستخبارات البريطانية في القاهرة. أُسِّسَ في كانون الثاني/ينايرعام 1916 باقتراحٍ من «مارك سايكس»، وهدف «إلى تنسيق النشاط السياسي البريطاني في الشرق الأدنى... وإبلاغ المكتب (وزارة) الخارجي ومكتب (وزارة) الهند ولجنة الدفاع ومكتب (وزارة) الحرب والأدميرالية وحكومة الهند في وقتٍ واحدٍ بالاتجاهات العامة للسياسة الألمانية - التركية"، عُيِّن لإدارته المستشرق الباحث وضابط المخابرات ديفيد جورج هوجارث (الإنجليزية: Hogarth) -وهو خبير آثار من جامعة أكسفورد وضابط متطوع في الاستخبارات البحرية البريطانية أثناء الحرب- في الفترة (16-1919) بالإنابة عن «جيلبرت كلايتون» مدير الاستخبارات البريطانية في مصر والسودان ورئيس المكتب. أغلق المكتب العربي في العام 1920، وعلق على ذلك فيما بعد «أرنولد ويلسون» المفوض السامي البريطاني في العراق (18-1920) بالقول:

«توفي "المكتب العربي" في القاهرة غير مأسوفٍ عليه سنة 1920 بعدما حث حكومة صاحب الجلالة على تبني سياسةٍ جلبت كارثةً إلى شعب سوريا، وخيبة أملٍ لعرب فلسطين، والخراب إلى الحجاز.»

وفي كتابه "المكتب العربي" عام 1992 بقول «براين ويسترات» إن «وكالة الاستخبارات تحملت بعد ذلك الكثير من اللوم على سوء تعامل بريطانيا الرهيب مع سياسة الشرق الأوسط أثناء الحرب العالمية الأولى وبعدها بفترةٍ قصيرةٍ.» (انظر: "The Arab Bureau": Bruce Westrate, 1992, Penn State Press, pp. xii-xiii).
17. ↑  كانت روسيا القيصرية الطرفَ الثالثَ في المعاهدةِ التي عُرفتِ من قبل الجانب الروسي باسم معاهدة سايكس-بيكو-سازانوف. تحدد نصيب روسيا في إعلان المنطقة المركزية من فلسطين منطقةً دوليةً، إضافةً لمنطقة نفوذٍ لها مع مزايا أخرى في إسطنبول والمضائق، لكن المعاهدةَ نصت على أن الطرفَ المنسحبَ من الحرب يُعد منسحباً كذلك من المعاهدةِ؛ وهو ما حصل بعد إعلان الثورة البلشفية في تشرين الأول/أكتوبر 1917، ومن السخرية أن وزيرَ الخارجية الروسي سيرجي سازانوف هو من طلب -في أخر وقتٍ قبل التوقيع- إضافة هذا البتد.
18. ↑  وخلفه رجينالد وينجت حاكم السودان في 7/ 1/ 1917، فاستقالة ماكماهون لم تك احتجاجاً على اتفاقية سايكس-بيكو لأنها جاءت قبل إعلانها بما يقارب أحد عشر شهراً. وقد سبق تبيان موقف وينجت ورأيه في استقلال العرب، ومع ذلك رضيَ أن يتابع السياسة المخادعة التي كانت تمارسها حكومة بلاده بإرساله هاتين البرقيتين، ولقد وصف وودرو ولسون اتفاقية سايكس-بيكو بالمخزية، في حين قال عنها لينين: اتفاق اللصوص المستعمرين.
19. ↑  وسبب عدم الوضوح مرده إلى حجم الصلاحيات التي سينالها أولئك المستشارون في حكم الدولة (أو الدول) العربية التي ستنشأ بعد الحرب، تلك الصلاحيات التي لم تحدد الاتفاقية أبعادها.
20. ↑  كان لدى مارك سايكس من القحة والعجرفة أن يدّعيَ المعرفة ليتكلم بلهجة الخبير الواثق أمام مجلس الحرب (مجلس الوزراء المصغر) بعد توقيع الاتفاقية: "إن العرب ليست لديهم الروح القومية بالمعنى الذي نفهمه، ولكن لديهم شعور بالكبرياء العرقية، وهو لا يقل جودةً عن الروح القومية". (انظر "سلام ما بعده سلام": دافيد فرومكين، ص.ص. 216-217).
21. ↑  وقد عُرض قبل إصداره على الرئيس ولسون ونال موافقته بالرغم من اعتراض وزير خارجيته روبرت لانسينغ عليه. (انظر: الحكومة العربية في دمشق: المركز العربي للأبحاث ودراسة السياسات، بيروت-لبنان، 2020، ط 1، ص. 137.
22. ↑  وهم:
  - رفيق العظم
  - الشيخ كامل القصاب
  - مختار الصلح
  - عبد الرحمن الشهبندر
  - خالد الحكيم
  - فوزي البكري
  - حسن حمادة.
23. ↑  كتبت باريس: "في اجتماع 29 تشرين الأول/أكتوبر للجنة الشرقية قدم لورنس خطته للشرق ما بعد الحرب... خطة لورنس: الاقتراح الأول لحلٍّ شريفيٍّ لشرق ما بعد الحرب، وحظي بدعم وزارة الخارجية، لكنه انتُقد بشدةٍ من قبل مكتب الهند الذي ندد بـ"الملك حسين وأبنائه المخادعين"... إن المسؤولية الأساسية عن تبني حلٍّ شريفيٍّ لبلاد ما بين النهرين يمكن أن يُنسب إلى رجلين؛ تشرشل ولورنس. لم يكن تشرشل خبيراً في الشرق الأوسط واعترف بذلك. جاءت معرفته -كما كانت- من مستشاريه، وعلى رأسهم لورنس ويونغ، وكلاهما من أنصار خطة الشريف... تصورَ لورنس الخطة الشريفية وكان أعظم مروّجٍ لها بعد الحرب، فمنذ تشرين الأول/أكتوبر في العام 1918 عندما اقترح الحكم الهاشمي لأول مرةٍ أمام اللجنة الشرقية وحتى آب/أغسطس عام 1921 عندما تُوّج فيصل في بغداد كانت قناته لا تلين في دعمه لفيصل؛ أولاً لسوريا ثم لبلاد الرافدين". "نسخة مؤرشفة". مؤرشف من الأصل في 2022-05-19. اطلع عليه بتاريخ 2023-05-19.{{استشهاد ويب}}:  صيانة الاستشهاد: BOT: original URL status unknown (link)
24. ↑  كتبت باريس: "كان هذا الإجماع في الرأي إلى حدٍّ كبيرٍ بسبب جهود لورنس. لربما كان لديه تحفظات خاصة على فيصل، ولكن في الأماكن العامة كان لورنس أكثر مؤيدي الأمير نشاطاً وتأثيراً. كان مسؤولاً عن ظهور فيصل في باريسَ كممثلٍ عربيٍّ في مؤتمر السلام، فقدم فيصلَ إلى كل شخصيةٍ سياسيةٍ بارزةٍ في فرساي، واستغل بمهارةٍ اتصالاته في وايتهول، وفي الصحافة والبرلمان. كل ذلك من أجل النهوض بقضية الأمير وإزالة أية عوائقَ أمام حكمه النهائي في الشرق الأوسط، واستخدم شهرته المتزايدة لتضخيم مكانة فيصل كبطل حربٍ. ولا عجب في أن الفرنسيين زعموا أن فيصل كان "اختراعاً" للعقيد لورنس".
25. ↑  كتبت باريس: "كانت الخيارات بين الهاشميين محدودةً لأسبابٍ نوقشت في الجزء الرابع أدناه، لم يرغب أحد في تمديد حكم الأمر الواقع لحسين إلى ما وراء الحجاز. كان زيد صغيراً جداً. واعتقد بأن علياً ليس خامةً قياديةً جيدةً وهو -على أي حالٍ- من المقرر أن يخلف والده في الحجاز. كان عبد الله هو الخيار الوحيد حتى تموز/يوليو 1920 عندما أطاح الفرنسيون بفيصلٍ من سوريا. لقد أوصى لورنس بعبد الله في تشرين الأول/أكتوبر عام 1918، لكنه فعل ذلك فقط لأنه اعتقد أن فيصل كان مقدراً له البقاء في سوريا. وفي الواقع لم يكن عبد الله يحظى بتقديرٍ كبيرٍ، فقد تدهورت سمعته نتيجةً لأداءٍ في زمن الحرب نًظر إليه دولياً على أنه كان سيئاً للغاية. تكشف سجلات مجلس الوزراء و[حكومة] الهند ومكاتب الخارجية والحرب عن تردادٍ مثيرٍ للفضول لصفاتِ التقليلِ ذاتها [في التقييم] للأمير: "بليد"، "كسول"، "خامل"، "ضعيف"، "مغرم بالمتعة"، والتي تتكرر في الوصف الرسمي لعبدالله. وليس من دليلٍ يُقدَّم على تفضيل فيصلٍ على عبد الله خيرٌ من الترويج العام واسع النطاق لفيصل [لترشيحه] لبلاد ما بين النهرين في غضون أيامٍ من طرده من سوريا".
26. ↑  كان هربرت صموئيل أول من وزّع مذكرةً في العام 1915 على وزراء الحكومة البريطانية -عندما كان وزيراً بلا حقيبة في حكومة هنري أسكويث- يقترح إنشاء وطنٍ لليهود في فلسطين، وخدم ابنه جندياً في الفيلق اليهودي في حملة اللنبي على فلسطين واحتلال القدس.
27. ↑  أورد علي علاوي ملابسات هذا الاتفاق على النحو التالي:
 "عندما غادر فيصل الاجتماع مع وايزمان ليشرح أفعاله لمستشاريه -الذين كانوا في جناحٍ قريبٍ من المكاتب في فندق كارلتون- قوبل بتعابيرٍ الصدمةِ وعدم التصديق. كيف يمكن أن يوقع وثيقةً كتبها أجنبي لصالح أجنبيٍّ آخر باللغة الإنجليزية؛ اللغة التي لا يعرف منها شيئاً؟ أجاب فيصل على مستشاريه بحسب ما هو مدوّن في مذكرات عوني عبد الهادي:

"أنتم محقون بأن تُفاجَؤوا بتوقيعي على مثل هذه الاتفاقية المكتوبة باللغة الإنجليزية، لكنني أؤكد لكم أن مفاجأتكم ستزول عندما أقول لكم إنني لم أوقع الاتفاقية قبل أن أشترط خطياً بأن موافقتي على التوقيع عليها مشروطٌ بقبول الحكومة البريطانية لمذكرةٍ سابقةٍ قدمتها إلى وزارة الخارجية... [هذه المذكرة] تضمنتِ المطالبة باستقلال الأراضي العربية في آسيا بدءاً من الخط الذي يبدأ في الشمال عند الإسكندرونة - ديار بكر وتصل إلى المحيط الهندي في الجنوب. وفلسطين كما تعلمون ضمن هذه الحدود... لقد أكدت في هذه الاتفاقية -قبل التوقيع- أنني لست مسؤولاً عن تنفيذ أي شيءٍ في الاتفاقية إذا كان أي تعديلٍ على ملاحظتي مسموحاً به." (انظر: علاوي، 2014، ص. 189).
28. ↑  أعرب التقرير الصادر عن اللجنة الملكية الفلسطينية في العام 1937 عما يلي: "لم يقل أي زعيمٍ عربيٍّ مرةً واحدةً منذ عام 1919 أن التعاون مع اليهود كان ممكناً"، على الرغم من الآمال التي أعرب عنها الممثلون البريطانيون والصهاينة بعكس ذلك. (انظر: اللجنة الملكية الفلسطينية، 1937، ص. 78). مع أن "لجنة الأمم المتحدة الخاصة المعنية بفلسطين" قالب:اختصاراً ''UNSCOP'' أشارت إلى أن "إبرام اتفاقية فيصل وايزمان -بالنسبة إلى العديد من المراقبين في ذلك الوقت- يَعِدُ بالخير للتعاون المستقبلي بين العرب واليهود في فلسطين". (انظر: تقرير لجنة الأمم المتحدة الخاصة المعنية بفلسطين (1947))، وربما كانت هذه الإشارة الرسمية الوحيدة لهذه الاتفاقية.
29. ↑  كان رد وايزمان على لانسينغ كما يلي: "رد الدكتور وايزمان بالنفي. لم تكنِ المنظمة الصهيونية تريد حكومةً يهوديةً مستقلةً، ولكن فقط أن تنشئ في فلسطين -تحت سلطة انتدابٍ- إدارةً، وليست بالضرورة يهوديةً، والتي من شأنها أن تجعل من الممكن إرسال سبعين إلى ثمانين ألف يهودي سنوياً إلى فلسطين، وستطلب المنظمة الحصول على إذنٍ في الوقت نفسه لبناء مدارسَ يهوديةٍ، حيث تُدرَّس اللغة العبرية، وبتلك الطريقة تدريجياً لبناء جنسيةٍ تكون يهوديةً مثلما هي الأمة الفرنسية فرنسيةً والأمة البريطانية بريطانيةً. وفي وقتٍ لاحقٍ عندما يشكل اليهود الأغلبية العظمى سيكونون جاهزين لتأسيس مثل هذه الحكومة التي من شأنها أن تستجيب لحالة تطور البلاد ومثلهم العليا" (انظر: "مجلس العشرة"، 1919، ص. 7).
30. ↑  يتحدث يوسف الحكيم مثلاً عن نجاح وزارة حقي العظم (1864-1955) الثانية من يونيو/حزيران 1933 إلى مايو/أيار 1934 (بعد إحدى عشرة سنةً من الانتداب الرسمي، وثلاث عشرة سنةً من الاحتلال) بتخفيض دين سوريا من سبعينَ إلى أربعةٍ وعشرين مليون ليرةٍ تركيةٍ من أصل ديون الدولة العثمانية. يذكر أن معاهدة لوزان (1923) قد ألزمت تركيا بتسديد ثلثي الدين العثماني فقط.
31. ↑  أعرب لانسينغ عن رأيه كما يلي: «إذا كان المدافعون عن النظام [الانتداب] يعتزمون من خلال إنفاذه تلافي ظهور الاستيلاء على أراضي العدو كغنائم حربٍ، فقد كانت حيلةً لم تخدع أحداً، وبدا واضحاً منذ بداية البداية (بالإنجليزية: from the very first) أن الدول -التي كانت ستحصل بموجب الممارسة القديمة [أي "الاستعمار"] على السيادة على أراضٍ محتلةٍ معينةٍ- لن تُحرم من تفويضها على تلك الأراضي، لربما تحتفظ عصبة الأمم في "الانتداب" بحق الإشراف على الإدارة وحتى إلغاء السلطة، لكن هذا الحق سيصبح اسمياً وذا قيمةٍ حقيقيةٍ ضئيلةٍ -اللهم إن وُجدت- عندما يكون الانتداب لإحدى القوى العظمى -وكما سيغدو دونما ريب-، والاستنتاج الذي يكاد لا يُقاوم هو أن أبطال النظرية رأوا فيها وسيلةً لإلباس عصبة الأمم -من غير فائدةٍ بيّنةٍ- وبما يسوغ ل[وجود] العصبة بجعلها الوصي على الشعوب غير المتحضرة وشبه المتحضرة والوكيل الدولي لمراقبة ومنع أي انحرافٍ عن مبدأ المساواة في التنمية التجارية والصناعية للأقاليم المنتَدَب عليها.

قد يبدو من المدهش أن القوى العظمى أعطت باستعدادٍ كبيرٍ دعمها للطريقة الجديدة للحصول على سيطرةٍ محدودةٍ ظاهرياً على الأراضي المحتلة، ولم تسعَ للحصول على السيادة الكاملة عليها. لا توجد ضرورةٌ لأن نتحرى بعيداً عن سببٍ كافٍ وعمليٍّ للغاية، فإذا قُسمت الممتلكات الاستعمارية لألمانيا -بموجب الممارسة القديمة- بين القوى المنتصرة وجرى التنازل عنها مباشرةً لجهة السيادة الكاملة، فلربما طالبت ألمانيا -وعن حقٍّ- بتطبيق قيمة مثل هذه التنازلات الإقليمية على أي تعويضات حربٍ يحق لتلك القوى [المنتصرة] الحصول عليها. من ناحيةٍ أخرى من المفروض في [عملية] توزيع الانتدابات أن تقوم عصبة الأمم بذلك لصالح سكان المستعمرات، وستُقبل الانتدابات من قبل القوى [المنتصرة] [على سبيل] الواجبٍ، وليس بغية الحصول على ممتلكاتٍ جديدةٍ. وهكذا فقدت ألمانيا -في ظل نظام الانتداب- أصولها الإقليمية -والتي ربما كانت خفضت تخفيضاً كبيراً ديونَها المالية للحلفاء- فيما حصل هؤلاء [الحلفاء] على الممتلكات الاستعمارية الألمانية من دون فقدان مطالباتهم بالتعويض. عمل الإيثار الظاهر لنظام الانتداب -في التطبيق الفعلي- لصالح المصالح الأنانية والمادية للقوى التي قبلت الانتدابات. والأمر نفسه يمكن قوله عن تقطيع أوصال تركيا. ولذلك لا ينبغي أن يكون مفاجئاً أن الرئيس [ويلسون] وجد معارضةً ضئيلةً مقابل تبني نظريته، أو -لكي نكون أكثر دقةً- لنظرية سموتز من جانب رجال الدولة الأوروبيين.».
32. ↑  نصّت هذه المذكرةُ السريةُ المُصدّرةُ بعبارة "تفتح هذه الوثيقة من قبل وزارة الخارجية فقط":
 "He never understood the situation as presented to him on Syria. He was insisting not to understand the situation. I think the happenings will be stronger than him and in the end he will either have to accept things as they are or fall."
33. ↑  نظراً لأهمية رسالة ماكماهون المؤرخة في 24-10-1915 -وهي التي انحصر الخلاف والنقاشات حولها فيما بعد من بين الخطاباتِ قاطبةً كما سيتبين في الفقراتِ اللاحقةِ- نورد نصها بالعربية كما قدمه الجانب الإنجليزي للجانب العربي، وهي تعطي رؤيةً عن أسلوب التخاطب الرسمي الذي جرت عليه المراسلات:

من السير هنري مكماهون إلى الشريف حسين بسم الله الرحمن الرحيم

إلى فرع الدوحة المحمدية وسلالة النسل النبوي الحسيب النسيب دولة صاحب المقام الرفيع الأمير المعظم السيد الشريف بن الشريف أمير مكة المكرمة صاحب السدة العلياء جعله الله حِرزاً منيعاً للإسلام بعونه تعالى وهو دولة الأمير الجليل الشريف حسين بن علي أعلى الله مقامه.

قد تلقيت بيد الاحتفاء والسرور رقيمكم الكريم المؤرخ بتاريخ 29 شوال سنة 1333 وبه من عباراتكم الودية المحضة وإخلاصكم ما أورثني رضاءً وسروراً.

أني متأسف أنكم استنتجتم من عبارة كتابي السابق أني قابلت مسألة الحدود والتخوم بالتردد والفتور، فإن ذلك لم يكن القصد من كتابي قط ولكني رأيت حينئذ أن الفرصة لم تكن قد حانت بعد للبحث في ذلك الموضوع بصورة نهائية.

ومع ذلك فقد أدركت من كتابكم الأخير أنكم تعتبرون هذه المسألة من المسائل الهامة الحيوية المستعجلة. فلهذا فإني قد أسرعت في إبلاغ حكومة بريطانيا العظمى مضمونَ كتابكم وإني بكمال السرور أبلغكم بالنيابة عنها التصريحات الآتية التي لا أشك في أنكم تنزلونها منزلة الرضى والقبول.

إن ولايتي مرسين واسكندرونة وأجزاء من بلاد الشام الواقعة في الجهة الغربية لولايات دمشق الشام وحمص وحماة وحلب لا يمكن أن يقال أنها عربية محضة. وعليه يجب أن تستثنى من الحدود المطلوبة.

مع هذا التعديل وبدون تعرض للمعاهدات المعقودة بيننا وبين بعض رؤساء العرب نحن نقبل تلك الحدود.

وأما من خصوص الأقاليم التي تضمنها تلك الحدود حيث بريطانيا العظمى مطلقة التصرف بدون أن تمس مصالح حليفتها فرنسا فإني مفوض من قبل حكومة بريطانيا العظمى أن أقدم المواثيق الآتية وأجيب على كتابكم بما يأتي:

1.أنه مع مراعاة التعديلات المذكورة أعلاه فبريطانيا العظمى مستعدة بأن تعترف باستقلال العرب وتؤيد ذلك الاستقلال في جميع الأقاليم الداخلة في الحدود التي يطلبها دولة شريف مكة.

2.أن بريطانيا العظمى تضمن الأماكن المقدسة من كل اعتداء خارجي وتعترف بوجوب منع التعدي عليها.

3.وعندما تسمح الظروف تمد بريطانيا العظمى العرب بنصائحها وتساعدهم على إيجاد هيئات حاكمة ملائمة لتلك الأقاليم المختلفة.

4.هذا وأن المفهوم أن العرب قد قرروا طلب نصائح وإرشادات بريطانيا العظمى وحدها وأن المستشارين والموظفين الأوروبيين اللازمين لتشكيل هيئة إدارية قويمة يكونون من الإنجليز.

5.أما من خصوص ولايتي بغداد والبصرة فإن العرب تعترف أن مركز ومصالح بريطانيا العظمى الموطدة هناك تستلزم اتخاذ تدابير إدارية مخصوصة لوقاية هذه الأقاليم من الاعتداء الأجنبي وزيادة خير سكانها وحماية مصالحنا الاقتصادية المتبادلة.

وأني متيقن أن هذا التصريح يؤكد لدولتكم بدون أقل ارتياب ميل بريطانيا العظمى نحو رغائب أصحابها العرب وتنتهي بعقد محالفة دائمة ثابتة معهم ويكون من نتائجها المستعجلة طرد الأتراك من بلاد العرب وتحرير الشعوب العربية من نير الأتراك الذي أثقل كاهلهم السنين الطوال.

ولقد اقتصرت في كتابي هذا على المسائل الحيوية ذات الأهمية الكبرى وإن كان هناك مسائل في خطابكم لم تذكر هنا فسنعود إلى البحث فيها في وقت مناسب في المستقبل.

ولقد تلقيت بمزيد السرور والرضى خبر وصول الكسوة الشريفة وما معها من الصدقات بالسلامة وأنها بفضل إرشاداتكم السامية وتدابيركم المحكمة قد أنزلت إلى البر بلا تعب ولا ضرر رغماً عن الأخطار والمصاعب التي سببتها هذه الحرب المحزنة ونرجو الحق سبحانه وتعالى أن يعجل بالصلح الدائم والحرية لأهل العالم.

إني مرسل خطابي هذا مع رسولكم النبيل الأمين الشيخ محمد بن عارف بن عريفان وسيعرض على مسامعكم بعض المسائل المفيدة التي هي من الدرجة الثانية من الأهمية ولم أذكرها في كتابي هذا.

وفي الختام أبث دولة الشريف ذا الحسب المنيف والأمير الجليل كامل تحيتي وخالص مودتي وأعرب عن محبتي له ولجميع أفراد أسرته الكريمة راجياً من ذي الجلال أن يوفقنا جميعاً لما فيه خير العالم وصالح الشعوب، أن بيده مفاتيح الأمر والغيب يحركها كيف يشاء ونسأله تعالى حسن الختام والسلام.

تحريراً في يوم الاثنين 15 ذي الحجة 1333.

نائب جلالة الملك

(السير أرثر هنري مكماهون)
34. ↑  كتِاب "تاريخ" (الإنجليزية: History) يؤرخ لأعمال "المكتب العربي" فرع للاستخبارات البريطانية في القاهرة.
35. ↑  إن الاستخدام الملتبس لتعبير غرب "مناطق" (الإنجليزية: Districts) حلب وحمص وحماة ودمشق والتي طلب ماكماهون استثناءَها من الاتفاق -في خطاب ماكماهون (بتاريخ 24-10-1915)- عائد إلى أن ولاية حلب العثمانية كانت تضم "لواء [سنجق] اسكندرون" (ولاية "هاتاي" التركية حالياً) والتي يحدها البحر الأبيض المتوسط من الغرب، فاستثناء غربي الولاية لا معنى له، كذلك فحمص وحماة لم تكونا ولايتين، أما ولاية دمشق فكانت تسمى ولاية سوريا، فليس منطقياً أن يكون القصد من التعبير هو "ولايات" -بحسب التفسير المقدم من الإنجليز بعد تشرين الثاني/نوفمبر 1920-. إن الإشكال الرئيس هو حول دمشق، فتفسير الكلمة بمنطقةٍ يعني غربي منطقة دمشق، أما تأوّلها بولايةٍ فيعني غربي ولاية دمشق (والتي هي "ولاية سوريا" حسب التسمية الرسمية) ما يعني "متصرفية القدس الشريف" وسنجقي البلقاء وعكا (معظم فلسطين الحالية) باعتبار شرق نهر الأردن كان تابعاً لولاية سوريا العثمانية.
36. ↑  بعد استكمال احتلال سوريا ولبنان من قبل فرنسا.
37. ↑  بمعنى أن هذا التفسير هو الحل الأخير لدى الإنجليز لإنقاذ ماء وجههم اتجاه الطرفين.
38. ↑  في تسخة ويكيبيديا الإتجليزية قبل التعديل الأخير لهذه الفقرة ذُكر "ضحية مهارته اللغوية".
39. ↑  بمعنى افتقد الفحوى المقصود بسبب صعوبة عبارة ماكماهون.
40. ↑  المشار إليه بكلمة "التحفظ" هو تحفظ ماكماهون حرصاً على مصالح فرنسا على الحدود المقترحة من قبل الشريف الحسين.
41. ↑  كان محمد شريف الفاروقي (1891-1920) من الموصل ضابطاً برتبة ملازمٍ في الجيش العثماني التحق بالثورة العربية، وكان عضواً في جمعية العهد السرية ومقرها دمشق الساعية لاستقلال العرب. وقع في أسر الحلفاء في جاليبولي ثم رُحّل إلى القاهرة بعدما تبين من التحقيق الأولي معه اطلاعه على فحوى بروتوكول دمشق لكونه عضواً في جمعية العهد. 
التقاه ماكماهون في القاهرة لاستطلاع التصورات العربية حول مطالب الاستقلال باعتبار أن "بروتوكول دمشق" الذي شكل أساس مطالب الشريف الحسين كان من وضع المثقفين العرب أعضاء الجمعيات السرية التي استقرت في دمشق بُعَيْدَ إعلان الحرب (من هنا دعاهم ماكماهون القوميين السوريين (أي السوريين دعاة القومية العربية) في رسالته لوزير الخارجية). أوضح الفاروقي رأيه -من بين عدة قضايا- أن تلبي بريطانيا مطالبَ المثقفين العرب بالاعتراف باستقلال شبه الجزيرة العربية، وحذر من أن العرب سيحاربون ضد محاولةِ فرنسا احتلالَ المدنِ السوريةِ المذكورةِ (جواباً على سؤالٍ من قبل ماكماهون حددها بالاسم)، كما أنهم ربما يقبلون بتعديلاتٍ على الحدود الشمالية الغربية.
42. ↑  رسمياً كان اسمها ولاية سوريا وقاعدتها دمشق.
43. ↑  الواقع أن فلسطين كانت مقسمةً بين ولاية بيروت [سنجقي عكا ونابلس]، ومتصرفية القدس الشريف وهي متصرفية ممتازة (يعين متصرفها من قبل الأستانة بفرمانٍ سلطاني)، وجزء صغير في الحنوب الشرقي يتبع ولاية سوريا (بما فيه قرية أم رشرش (إيلات) لاحقاً) لكن أياً من هذه التفاصيل كلها لم يأتِ عليها ذكر في المراسلات.
44. ↑  والحق أنه كان يمكن ذكر فلسطين أو القدس أو غرب نهر الأردن أو أي تعبيرٍ يُقصد منه إدراج فلسطينَ مع المناطق التي طلب ماكماهون استثناءها، لكن ذلك لم يرد في الخطاب، كما أن مسوّغ الاستثناء -وهو الادعاء بأن هذه المناطق لايمكن اعتبارها عربيةً تماماً- غيرُ واردٍ بالنسبة إلى فلسطين، وإذا كان بغرض التلميح لليهود فهو احتمال واهٍ لضآلة عددهم جداً وقتذاك (خمسة بالمئة من السكان أو أقل).

كان نشر المراسلات في كتاب جورج أنطونيوس (1938) "يقظة العرب" حافزاً لنشرها رسمياً من قبل الحكومة البريطانية (1939) بغية إدراجها في وثائق مؤتمر الطاولة المستديرة في لندن (1939) حول فلسطين ومناورةً سياسيةً -من ثَمة- للقول إن بريطانيا كانتِ استثنت فلسطين أصلاً من وعودها للشريف، في حين إنها لم تك تريد -في المراسلات- أكثر من تبيان أنها أخذت في الاعتبار مصالح حليفتها فرنسا.
45. ↑  قرر وزير المستعمرات ونستون تشرشل المبادرةَ بالإعلان -لأول مرةٍ من طرفٍ بريطانيٍّ رسميٍّ- أن فلسطينَ كانت دوماً مستثناةً من التعهدات للحسين، فجاء إصدار الكتاب الأبيض في حزيران/يونيو عام 1922.

كان هذا على الرغم من أنه يعارض صراحةً الوثائق الحكومية هائلة العدد، ورأي ماكماهون نفسه كما عبر عنه عام (1939). (انظر: تاريخ سوريا ولبنان تحت الانتداب الفرنسي: ستيفن لونغريغ، تر. بيار عقل، دار الحقيقة، بيروت، بلا تاريخ، (الطبعة الإنجليزية 1958)، ص 76، الهامش 8).
46. ↑  بمعنى أن ترجمة كلمة "district" الإنجليزية إلى "ولاية" أمر يحتمل -على أقل تقديرٍ- نقاشاً حوله.
47. ↑  بمعنى أن أي نيةٍ كانت في خلد ماكماهون وناتجةٍ عن تأوُّل كلماته لا مفعول قانونياً لها، لأن الالتزامَ إنما ينشأ عن مفهوم النص الحرفي للخطاب، وتلك حجة قانونية لنفي أي تأويلٍ مغايرٍ لفحوى النص (بحسب القاعدة الأصولية "لا اجتهادَ في مورد النص").
48. ↑  مما ورد في مطالعة اللورد جراي (فيسكونت حراي أوف فولودون) -وزير الشؤون الخارجية ورئيس ماكماهون عندما شُرعَ في المراسلات- أمام مجلس اللوردات البريطاني: "لقد نُشر عدد كبير من هذه الالتزامات، أو بعضها -مما لم تعلنه الحكومة رسمياً- من خلال مصادرَ أخرى. لا أعلم إن كانت نُشرت جميعها، لكني أقترح على الحكومة جدياً أن أفضل طريقةٍ لتبرئة شرفنا في هذا الأمر هي أن ننشر رسمياً كافة الارتباطات المتعلقة بالموضوع والتي انخرطنا فيها أثناء الحرب، فإذا وُجدت لا تتعارض مع بعضها بعضاً، فسيتم تبرئة شرفنا. وإذا تبين أنها غير متسقةٍ، فأعتقد أنه سيكون من الأفضل كثيراً معرفة مقدار التناقضات وطابعها ومداها، وأن علينا أن نعلن صراحةً أنه -في ظروف اضطرار الحرب- جرى الدخول في ارتباطاتٍ لم تكن منسجمةً تماماً مع بعضها بعضاً. أنا متأكد من أننا لا نستطيع أن نستردَّ شرفنا من خلال التستر على ارتباطاتنا والتظاهر بعدم وجود تناقضٍ، إذا كان ثمة تناقض بالفعل. أنا على يقينٍ من أن الدورة [البرلمانية] الأكثر تبجيلاً ستكون في السماح لها بمعرفة ما هي الارتباطات، وما إذا كان ثمة تناقض، ثم الاعتراف عندئذٍ بها بجلاءٍ، وإن الاعتراف بتلك الحقيقة، وتمكين الناس من الحكم بدقةٍ على مقدار عدم الاتساق للنظر إلى ما هي أكثر الطرق عدلاً وشهامةً للخروج من المأزق الذي ربما قادتنا إليه [هذه] الارتباطات. ومن دون مقارنة ارتباطٍ بآخرَ أعتقد بأننا نضع أنفسنا في صعوبةٍ كبيرةٍ بالنسبة إلى "تصريح بلفور" ذاته. ليست لدي الكلمات الفعلية هنا، لكنني أعتقد أن الدوق النبيل المقابل لن يجد خطأً في تلخيصي له. لقد وعدَ [تصريح بلفور] بوطنٍ صهيونيٍّ دونما إجحافٍ بالحقوق المدنية والدينية لشعب فلسطين. إن الوطن الصهيوني -أيها اللوردات- يعني بلا شكٍّ، أو يستلزم ضمناً حكومةً صهيونيةً على المنطقة التي يوجد فيها الوطن، فإذا كان ثلاثة وتسعون في المئة من شعب فلسطينَ من العرب، فلا أرى كيف يمكنكم إقامة سوى حكومةٍ عربيةٍ من دون الإجحاف بحقوقهمُ المدنية. يبدو لي أن تلكم الجملة وحدها من "تصريح بلفور" تنضوي -ودونما مبالغةٍ في القضية- على صعوبةً كبيرةً في الوفاء بها. (انظر: hansard.millbanksystems.com http://hansard.millbanksystems.com/lords/1923/mar/27/palestine-constitution. استرجع بتاريخ 10 آذار/مارس 2023). نسخة محفوظة 2022-03-25 على موقع واي باك مشين.
49. ↑  المناطق الحمراء والبنية و(أ) و(ب) هي مصطلحات مقتبسة من اتفاقية سايكس-بيكو

### بيانات المراجع

#### الكتب
باللغة العربية
- رونالد ستورس (2004) [2004]. توجهات بريطانية شرقية مذكرات السير رونالد ستورس. ترجمة: رؤوف عباس (ط. الأولى، نسخة pdf). القاهرة (مصر): المجلس الأعلى للثقافة.
- فؤاد مفرج (1933). رسالةٌ في الانتدابِ (ط. الأولى - نسخة pdf). بيروت (لبنان): مطبعةُ صادرَ.
- ستيفن همسلي لونغريغ (دونما تاريخ، الطبعة الإنجليزية 1958). تاريخ سوريا ولبنان تحت الانتداب الفرنسي [Syria and Lebanon under French Mandate]. ترجمة: بيار عقل (ط. الأولى، نسخة pdf). بيروت (لبنان): دار الحقيقة. {{استشهاد بكتاب}}: تحقق من التاريخ في: |سنة= (مساعدة)
- يوسف الحكيم (1991) [1983]. سورية والانتداب الفرنسي (ط. الثانية، نسخة pdf). بيروت (لبنان): دار النهار للنشر.

بلغات أجنبية
- علي علاوي (2014). Faisal I of Iraq. مطبعة جامعة ييل. ISBN:978-0-300-19936-9. مؤرشف من الأصل في 2023-03-05.
- جورج أنطونيوس (1938). يقظة العرب: قصة حركة القومية العربية [The Arab Awakening: The Story of the Arab National Movement]. Hamish Hamilton. ISBN:9780710306739.
- Barr، James (2011). A Line in the Sand: Britain, France and the struggle that shaped the Middle East. Simon & Schuster. ص. 60. ISBN:978-1-84983-903-7. مؤرشف من الأصل في 2023-03-27.
- Bennett، G.H. (1995). British foreign Policy during the Curzon Period, 1919-24. مطبعة ماكميلان. ص. 243. ISBN:978-1-349-39547-7.
- Biger، Gideon (2011). The Boundaries of Modern Palestine, 1840-1947. Psychology Press. ISBN:978-0-7146-5654-0. مؤرشف من الأصل في 2023-03-26.
- Friedman، Isaiah (1973). The Question of Palestine: British-Jewish-Arab Relations, 1914–1918. Transaction Publishers. ISBN:978-1-4128-3868-9. مؤرشف من الأصل في 2023-04-08.
- Friedman، Isaiah (2000). Palestine, a Twice-Promised Land: The British, the Arabs & Zionism : 1915–1920. Transaction Publishers. ISBN:978-1-4128-3044-7. مؤرشف من الأصل في 2023-03-27.
- Goren، Haim؛ Dolev، Eran؛ Yiga، Sheffy (30 نوفمبر 2014). Palestine and World War I: Grand Strategy, Military Tactics and Culture in War. I.B.Tauris. ISBN:978-1-78076-359-0. مؤرشف من الأصل في 2022-09-20.
- Havrelock، Rachel (27 أكتوبر 2011). River Jordan: The Mythology of a Dividing Line. مطبعة جامعة شيكاغو. ص. 231–. ISBN:978-0-226-31959-9. مؤرشف من الأصل في 2022-07-25.
- Hawa، Salam (20 يناير 2017). The Erasure of Arab Political Identity: Colonialism and Violence. Taylor & Francis. ISBN:978-1-317-39006-0. مؤرشف من الأصل في 2022-03-17.
- Huneidi، Sahar (2001). A Broken Trust: Sir Herbert Samuel, Zionism and the Palestinians. I.B.Tauris. ص. 84. ISBN:978-1-86064-172-5. مؤرشف من الأصل في 2023-03-05.
- Hadawi، Sami (1991). Bitter Harvest: A Modern History of Palestine. Olive Branch Press. ISBN:978-0-940793-81-1.
- Hourani، Albert (1981). The Emergence of the Modern Middle East. University of California Press. ISBN:978-0-520-03862-2. مؤرشف من الأصل في 2023-03-27.
- Hughes، Matthew (11 يناير 2013). Allenby and British Strategy in the Middle East, 1917-1919. Routledge. ISBN:978-1-136-32395-9. مؤرشف من الأصل في 2023-03-05.
- Hurewitz، J .C. (يونيو 1979). The Middle East and North Africa in World Politics:A Documentary Record. British-French supremacy, 1914-1945 Vol.2. مطبعة جامعة ييل. ISBN:9780300022032. مؤرشف من الأصل في 2022-03-15.
- Ingrams، Doreen (2009). Palestine papers: 1917–1922: seeds of conflict. Eland. ISBN:978-1-906011-38-3. مؤرشف من الأصل في 2023-03-05.
- Jeffries، Joseph Mary Nagle (1939). Palestine: The Reality. Longmans, Green and Company. ص. 105.
- Kattan، Victor (يونيو 2009). From coexistence to conquest: international law and the origins of the Arab-Israeli conflict, 1891–1949. Pluto Press. ISBN:978-0-7453-2579-8. مؤرشف من الأصل في 2023-03-05.
- Kedouri، Elie (2014). In the Anglo-Arab Labyrinth: The McMahon-Husayn Correspondence and Its Interpretations 1914-1939. Routledge. ISBN:978-1-135-30842-1. مؤرشف من الأصل في 2023-03-05.
- Kent، Marian (15 سبتمبر 1977). "Asiatic Turkey, 1914-1916". في F. H. Hinsley and Francis Harry Hinsley (المحرر). British Foreign Policy Under Sir Edward Grey. مطبعة جامعة كامبردج. ISBN:978-0-521-21347-9.
- Khalidi، Rashid (1991). The Origins of Arab Nationalism. مطبعة جامعة كولومبيا. ISBN:978-0-231-07435-3.
- Lieshout، Robert H. (2016). Britain and the Arab Middle East: World War I and its Aftermath. I.B.Tauris. ISBN:978-1-78453-583-4. مؤرشف من الأصل في 2023-03-05.
- Mangold، Peter (30 أبريل 2016). What the British Did: Two Centuries in the Middle East. I.B.Tauris. ISBN:9780857729095. مؤرشف من الأصل في 2022-03-15.
- Mousa، Suleiman (1993)، "Sharif Husayn and Developments Leading to the Arab Revolt"، New Arabian Studies، مطبعة جامعة إكستر، ج. I، ISBN:978-0-85989-408-1، مؤرشف من الأصل في 2023-04-11 {{استشهاد}}: تجاهل المحلل الوسيط |صفجات= لأنه غير معروف (مساعدة)
- Paris، Timothy J. (2003)، Britain, the Hashemites, and Arab Rule, 1920-1925: The Sherifian Solution، Frank Cass، ISBN:978-0-7146-5451-5، مؤرشف من الأصل في 2023-03-26
- Prott، Volker (2016). The Politics of Self-Determination:Remaking Territories and National Identities in Europe,1917-1923. مطبعة جامعة أوكسفورد. ISBN:9780191083549.
- Quigley، John (2010). The Statehood of Palestine: International Law in the Middle East Conflict. مطبعة جامعة كامبردج. ص. 11–12. ISBN:978-1-139-49124-2. مؤرشف من الأصل في 2022-03-15.
- Reid، Walter (1 سبتمبر 2011). Empire of Sand: How Britain Made the Middle East. Birlinn. ISBN:978-0-85790-080-7. مؤرشف من الأصل في 2022-03-17.
- Shlaim، Avi (2009). Israel and Palestine: Reappraisals, Revisions, Refutations. Verso. ISBN:978-1-84467-366-7. مؤرشف من الأصل في 2023-03-27.
- Schneer، Jonathan (2010). The Balfour Declaration: The Origins of the Arab-Israeli Conflict. Random House. ISBN:978-1-4000-6532-5.
- Teitelbaum، Joshua (2001). The Rise and Fall of the Hashimite Kingdom of Arabia. C. Hurst & Co. Publishers. ISBN:9781850654605. مؤرشف من الأصل في 2023-03-05.
- Wilson، Jeremy (1990). Lawrence of Arabia: The Authorized Biography of T.E. Lawrence. Atheneum. ص. 1188. ISBN:9780689119347.
- Yapp، Malcolm (1987). The Making of the Modern Near East 1792–1923. هارلو، إنجلترا: Longman. ISBN:978-0-582-49380-3.

#### الدوريات
- Brecher، Frank W. (1993). "French Policy toward the Levant 1914-18". Middle Eastern Studies. ج. 29 ع. 4: 641–663. DOI:10.1080/00263209308700971. JSTOR:4283597.
- Charlwood، David J. (2014). "The Impact of the Dardanelles Campaign on British Policy Towards the Arabs: How Gallipoli Shaped the Hussein-McMahon Correspondence". British Journal of Middle Eastern Studies. ج. 42 ع. 2: 241–252. DOI:10.1080/13530194.2014.936113. S2CID:159974016.
- Dockrill؛ Steiner (1980). "The Foreign Office at the Paris Peace Conference in 1919". The International History Review. ج. 2 ع. 1: 55–86. DOI:10.1080/07075332.1980.9640205.
- Kalisman، Hilary Falb (2016). "The Little Persian Agent in Palestine: Husayn Ruhi, British Intelligence, and World War I" (PDF). Institute for Palestine Studies ع. 66: 67. مؤرشف من الأصل (PDF) في 2022-08-05.
- Goldstein، Erik (1987). "British Peace Aims and the Eastern Question: The Political Intelligence Department and the Eastern Committee, 1918". Middle Eastern Studies. ج. 23 ع. 4: 419–436. DOI:10.1080/00263208708700719. JSTOR:4283203.
- Lieshout، R.H. (1984). "= 'Keeping Better Educated Moslems Busy': Sir Reginald Wingate and the Origins of the Husayn-McMahon Correspondence". The Historical Journal. ج. 27 ع. 2: 453–463. DOI:10.1017/S0018246X00017891. S2CID:159708580.
- Mathew، William M. (2011). "War-Time Contingency and the Balfour Declaration of 1917: An Improbable Regression" (PDF). Journal of Palestine Studies. ج. 40 ع. 2: 26–42. DOI:10.1525/jps.2011.xl.2.26. JSTOR:10.1525/jps.2011.xl.2.26. مؤرشف من الأصل (PDF) في 2023-03-23.
- Mousa، Suleiman (1978). "A Matter of Principle: King Hussein of the Hijaz and the Arabs of Palestine". International Journal of Middle East Studies. ج. 9 ع. 2: 183–194. DOI:10.1017/S0020743800000052. S2CID:163677445.
- Smith، Charles D. (1993). "The Invention of a Tradition The Question of Arab Acceptance of the Zionist Right to Palestine during World War I" (PDF). Journal of Palestine Studies. ج. XXII ع. 2: 48–61. DOI:10.1525/jps.1993.22.2.00p0188v. مؤرشف من الأصل (PDF) في 2023-03-10.
- Wilson، Jeremy (1990). Lawrence of Arabia: The Authorized Biography of T.E. Lawrence. Atheneum. ص. 1188. ISBN:9780689119347.
- Yesilyurt، Nuri (2006). "Turning Point of Turkish Arab Relations:A Case Study on the Hijaz Revolt" (PDF). The Turkish Yearbook. ج. XXXVII: 107–8. مؤرشف من الأصل (PDF) في 2021-06-13.

#### وسائط مرئية ومسموعة
- مملكة الحجاز [مملكة الحجاز]. لندن، بريطانيا (فيلم وثائقي). قناة "التلفزيون العربي" الإحبارية. 2020. مؤرشف من الأصل في 2024-12-09.

## وصلات خارجية
- مراسلات حسين مكماهون
- نص مراسلات الحسين - مكماهون المركز الفلسطيني للاستعلامات